# Ejército Méxicano
L'esercito messicano (Ejército Mexicano) è la più grande componente delle forze armate messicane; è noto anche come Esercito di Difesa Nazionale.
È stato il primo esercito ad adottare (1908) ed usare (1910) un fucile di auto-caricamento, il fucile Mondragón. L'esercito messicano ha una forza in servizio attivo di 160 000 effettivi.

## Storia

### Antecedenti

#### Era pre-colombiana: guerrieri nativi

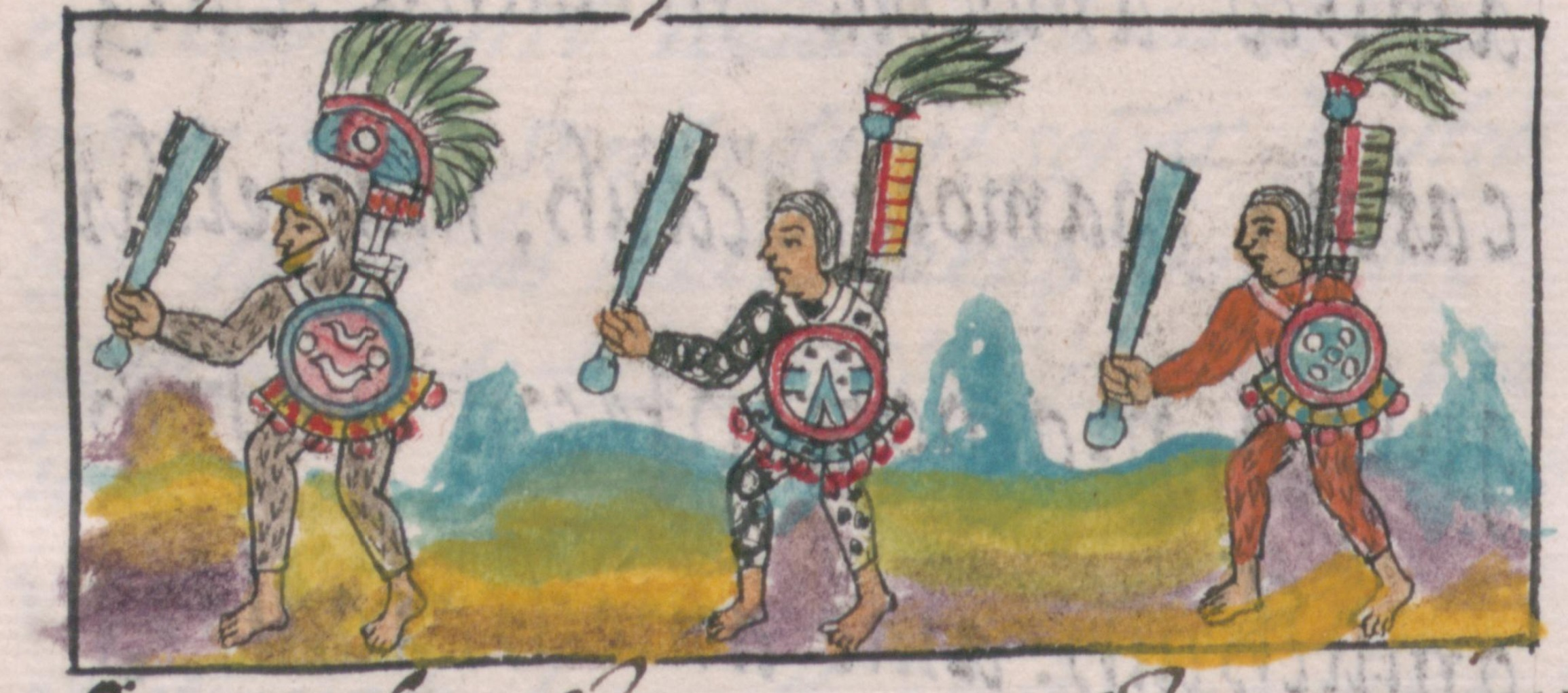
Guerrieri aztechi come indicato nel Codice Fiorentino del XVI secolo. Si noti che ogni guerriero brandisce una Maquahuitl.

Nell'era preispanica, c'erano molte tribù indigene e città-stato altamente sviluppate in quello che oggi è conosciuto come il Messico centrale. I regni più avanzati e potenti erano quelli di Tenochtitlán, Texcoco e Tlacopan, che comprendevano le popolazioni della stessa origine etnica ed erano politicamente legati da un'alleanza conosciuta come la Triplice Alleanza; colloquialmente questi tre stati sono conosciuti come gli aztechi. Avevano un centro per l'istruzione superiore chiamato Calmecac in nahuatl, questo era dove i bambini del sacerdozio azteco e della nobiltà ricevevano una formazione religiosa e militare rigorosa e convogliata alle più alte conoscenze, quali: dottrine, canzoni divine, la scienza di interpretare codici, le competenze di calendario, la memorizzazione di testi, ecc. Nella società azteca, era obbligatorio per tutti i giovani maschi, nobili e popolani, ad unirsi alle forze armate, all'età di 15 anni.
Itzcóatl "Serpente di Ossidiana" (1381–1440), quarto re di Tenochtitlán, organizzò l'esercito che sconfisse il Tepanechi di Atzcapotzalco, liberando il suo popolo dal loro dominio. Il suo regno iniziò con l'ascesa di quello che sarebbe diventato il più grande impero in Mesoamerica. Poi Moctezuma Ilhuicamina "Colui che scocca delle frecce contro il cielo" (1440-1469) venne a estendere il dominio e l'influenza della monarchia di Tenochtitlán. Iniziò ad organizzare il commercio alle regioni al di fuori della Valle del Messico. Questo fu il sovrano messicano che organizzò l'alleanza con le signorie di Texcoco e Tlacopan per formare la Triplice Alleanza.
Gli Aztechi stabilirono le Guerre dei Fiori come una forma di culto; questi, a differenza delle guerre di conquista, avevano lo scopo di ottenere i prigionieri per il sacrificio al sole. Gli ordini di combattimento venivano dati da re (o Signori) usando tamburi o soffiando in un guscio di lumaca di mare che emanava un suono simile a un corno. Dare segnali utilizzando stemmi era molto comune. Per il combattimento al di fuori delle città, avrebbero organizzato diversi gruppi, uno solo dei quali sarebbe stato coinvolto in azione, mentre gli altri rimanevano in allerta. Quando attaccavano le città nemiche, di solito dividevano le loro forze in tre ali di pari dimensioni, che contemporaneamente assalivano diverse parti delle difese - questo permetteva ai capi di stabilire quale divisione di guerrieri si era distinta di più in combattimento.

### Indipendenza
La mattina presto del 16 settembre 1810, l'esercito di Miguel Hidalgo y Costilla avviò il movimento per l'indipendenza. Hidalgo era seguito dai suoi fedeli compagni, tra i quali Mariano Abasolo, e un piccolo esercito dotato di spade, lance, fionde e bastoni. Il capitano generale Ignacio Allende era il cervello militare dell'esercito degli insorti nella prima fase della guerra d'indipendenza e assicurò numerose vittorie sull'esercito reale spagnolo. Le loro truppe erano forti di circa 5.000 uomini e quest'ultime vennero raggiunte da squadroni del Reggimento della Regina di cui i membri, a loro volta, contribuirono con battaglioni di fanteria e squadroni di cavalleria alla causa dell'insurrezione.

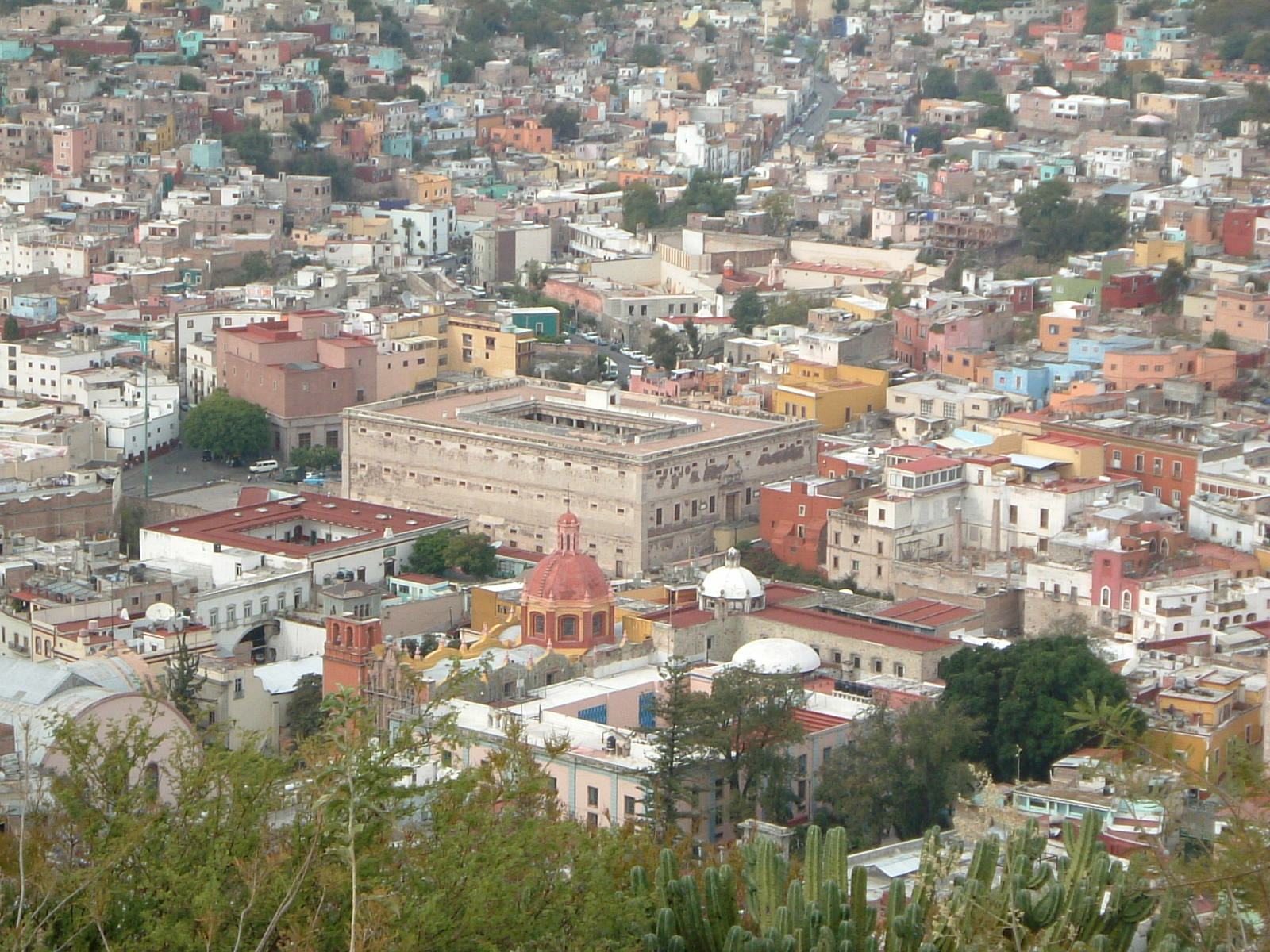
Guanajuato. Al centro: la Alhóndiga de Granaditas

Gli spagnoli videro che era importante per difendere il granaio pubblico della Alhóndiga de Granaditas a Guanajuato, che manteneva il flusso di acqua, armi, viveri e munizioni per l'esercito reale spagnolo. Gli insorti entrarono a Guanajuato e procedettero ad assediare la Alhóndiga. Gli insorti subirono pesanti perdite fino a che Juan Josè de los Reyes, il Pípila, si dotò di una lastra di roccia sulla schiena per proteggersi dal fuoco nemico e strisciò alla grande porta di legno della Alhóndiga con una torcia in mano per impostare il fuoco. Con questa bravata, gli insorti riuscirono a far cadere la porta, entrare nell'edificio e a superarlo. Hidalgo si diresse a Valladolid (ora Morelia), che venne conquistata con poca opposizione. Mentre l'esercito degli insorti era, da allora, forte oltre 60.000 uomini, era per lo più formata da uomini male armati con frecce, bastoni e attrezzi per l'aratura - avevano un paio di cannoni, che erano stati prelevati dalle scorte spagnole.
Ad Aculco, le forze reali spagnole sotto il comando di Felix Maria Calleja, conte di Calderón, e don Manuel de Flon (e che comprendevano 200 fanti, 500 cavalieri e 12 cannoni) sconfissero i ribelli, che persero molti uomini e l'artiglieria che avevano ottenuto nella Battaglia di Monte de las Cruces. Il 29 novembre 1810, Hidalgo entrò a Guadalajara, la capitale della Nueva Galicia, dove organizzò il suo governo e l'esercito insurrezionale; emise anche un decreto che aboliva la schiavitù.
Al Ponte di Calderón (Puente de Calderón), nei pressi della città di Guadalajara Jalisco, gli insorti tennero una combattuta battaglia con i monarchici. Durante i feroci combattimenti, uno dei carri di munizioni degli insorti esplose, portando alla loro sconfitta. Gli insorti persero tutta la loro artiglieria, gran parte del loro equipaggiamento e la vita di molti uomini.

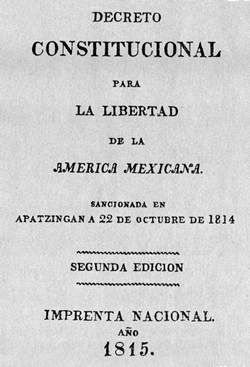
Decreto costituzionale per la libertà dell'America messicana

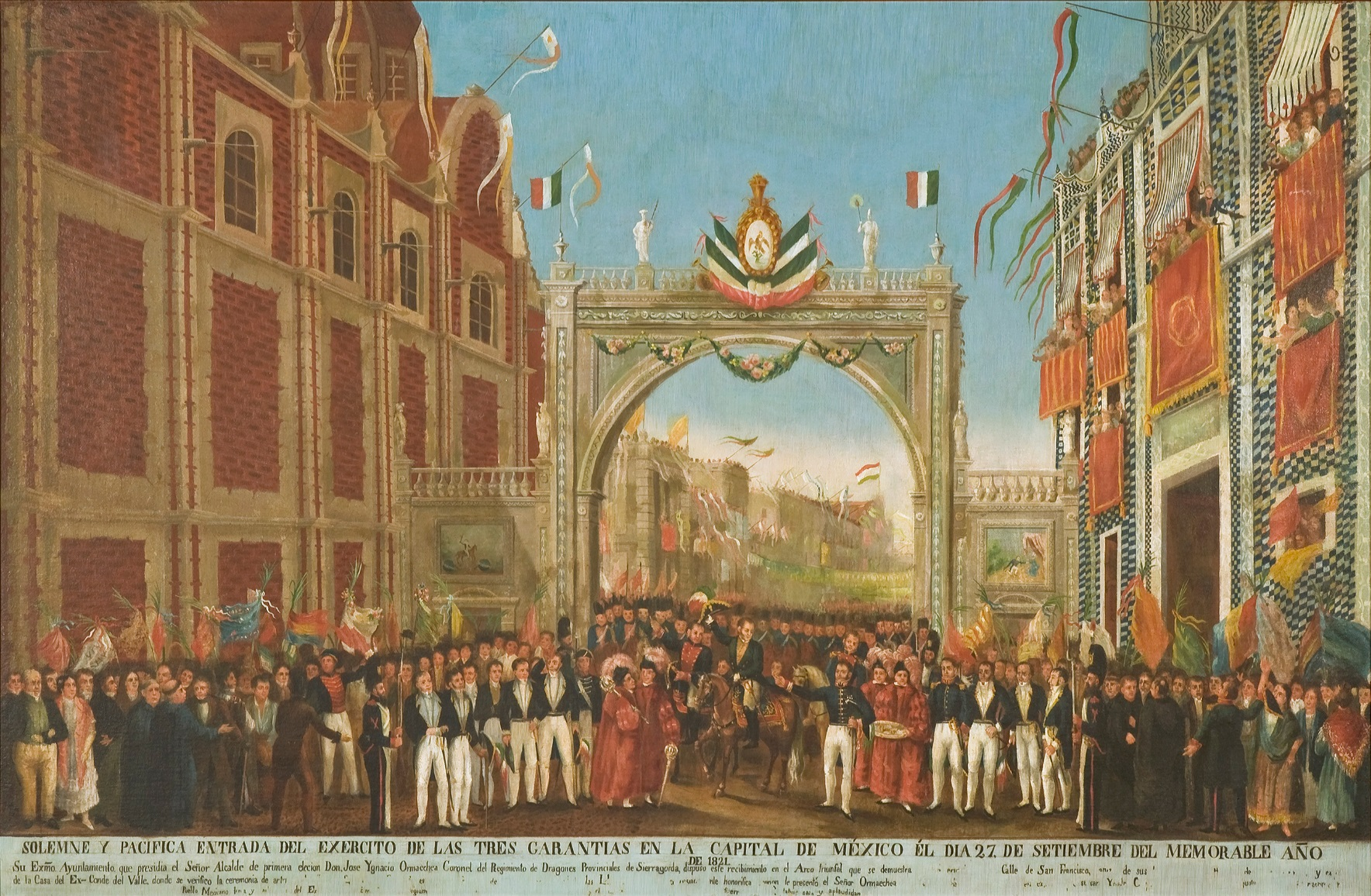
L'Esercito delle Tre Garanzie entra a Città del Messico il 27 settembre, 1821.

Alle Cascate di Bajan (Norias de Bajan), in prossimità di Monclova, Coahuila, un ex monarchico chiamato Ignacio Elizondo, che si era unito alla causa dei ribelli, li tradì e catturò Miguel Hidalgo y Costilla, Ignacio Allende, Juan Aldama, José Mariano Jiménez e il resto dell'entourage. Vennero portati nella città di Chihuahua, dove vennero processati da un tribunale militare e fucilati il 30 luglio, 1811. La morte di Hidalgo determinò un vuoto politico per gli insorti fino al 1812. Nel frattempo, il comandante militare monarchico, il generale Félix María Calleja, continuò a perseguire le truppe ribelli. Il combattimento si evolse in guerriglia.
Il successivo grande capo dei ribelli fu il sacerdote José María Morelos y Pavón, che aveva già guidato il movimento di insorti accanto ad Hidalgo. Morelos fortificò il porto di Acapulco e prese la città di Chilpancingo. Lungo la strada, Morelos venne raggiunto da Leonardo Bravo, suo figlio Nicola e i suoi fratelli Max, Victor e Miguel Bravo.
Morelos condusse diverse campagne a sud, riuscendo a conquistare gran parte della regione, mentre dava ordini agli insorti per promuovere la scrittura della prima Costituzione per la nuova nazione messicana: la Costituzione di Apatzingàn, che venne redatta nel 1814. Nel 1815, Morelos venne arrestato e fucilato. La sua morte concluse la seconda fase della guerra per l'indipendenza messicana. Dal 1815 al 1820, il movimento per l'indipendenza divenne lento; venne brevemente rinvigorito da Francisco Javier Mina e Pedro Moreno, che vennero entrambi rapidamente arrestati e giustiziati.
Non fu fino alla fine del 1820, quando Agustín de Iturbide, uno dei nemici più sanguinari degli insorti, strinse rapporti con Vicente Guerrero e Guadalupe Victoria, due dei leader ribelli. Guerrero e Victoria sostennero il piano di Iturbide per l'indipendenza del Messico, il Piano di Iguala, e Iturbide venne nominato comandante dell'Ejército Trigarante, o Esercito delle Tre Garanzie. Con questa nuova alleanza, furono in grado di entrare a Città del Messico il 27 settembre 1821, concludendo la guerra per l'indipendenza messicana.

### Guerra dei pasticcini

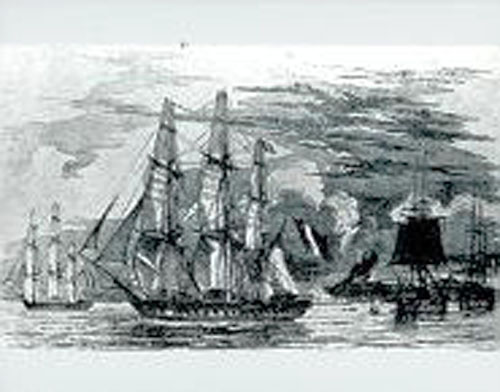
Blocco francese nel 1838

La guerra dei pasticcini è stato il primo intervento francese in Messico. Seguendo il disordine civile diffuso che affliggeva i primi anni della repubblica messicana, il combattimento per le strade distrusse una grande quantità di beni personali. Gli stranieri la cui struttura era stata danneggiata o distrutta dai rivoltosi o dai banditi erano generalmente in grado di ottenere un risarcimento da parte del governo, e cominciarono a fare appello ai loro governi per chiedere aiuto.
Nel 1838, un pasticciere francese, Monsieur Remontel, sostenne che il suo negozio nel distretto Tacubaya di Città del Messico era stato rovinato nel 1828 da saccheggi ufficiali messicani. Fece appello al re Luigi Filippo di Francia (1773-1850). Venendo in aiuto dei suoi cittadini, la Francia chiese 600.000 pesos di danni. Tale importo era estremamente elevato rispetto alla paga giornaliera di un lavoratore medio, che era di circa un peso. In aggiunta a questo importo, il Messico era inadempiente su milioni di dollari di prestiti provenienti dalla Francia. Il diplomatico Barone Deffaudis diede un ultimatum al Messico a pagare, o i francesi avrebbero chiesto soddisfazione. Quando il pagamento non fu imminente dal presidente Anastasio Bustamante (1780-1853), il re mandò una flotta sotto il contrammiraglio Charles Baudin per dichiarare un blocco di tutti i porti messicani dallo Yucatán al Rio Grande, bombardare la fortezza messicana di San Juan de Ulúa, e conquistare il porto di Veracruz. Praticamente l'intera Marina messicana venne catturata a Veracruz entro il dicembre 1838. Il Messico dichiarò guerra alla Francia.
Con il commercio tagliato, i messicani cominciarono a contrabbandare importazioni a Corpus Christi, Texas, e poi in Messico. Temendo che la Francia avrebbe bloccato anche i porti texani, un battaglione di uomini della Repubblica del Texas cominciò a pattugliare la Baia di Corpus Christi per fermare i contrabbandieri messicani. Una parte dei contrabbandieri abbandonò il loro carico di circa un centinaio di barili di farina sulla spiaggia alla foce della baia, dandogli così il nome di Flour Bluff. Gli Stati Uniti, sempre vigili nei loro rapporti con il Messico, inviarono la goletta Woodbury per aiutare i francesi nel loro blocco. Si verificarono colloqui tra il Regno di Francia e la nazione texana e la Francia decise di non offendere il suolo o le acque della Repubblica del Texas. Con l'intervento diplomatico del Regno Unito, alla fine il Presidente Bustamante promise di pagare 600.000 pesos e le forze francesi si ritirarono il 9 marzo 1839.

### Invasione statunitense

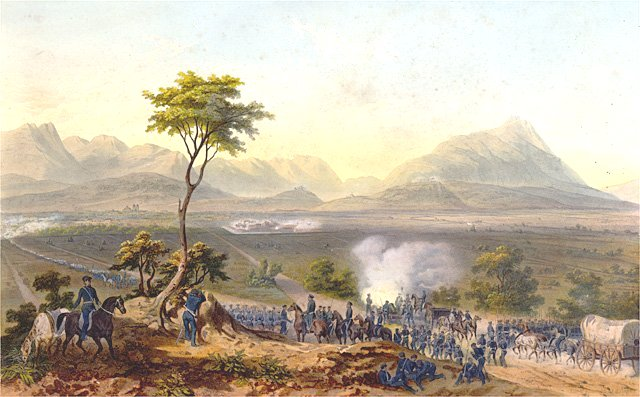
Battaglia di Monterrey

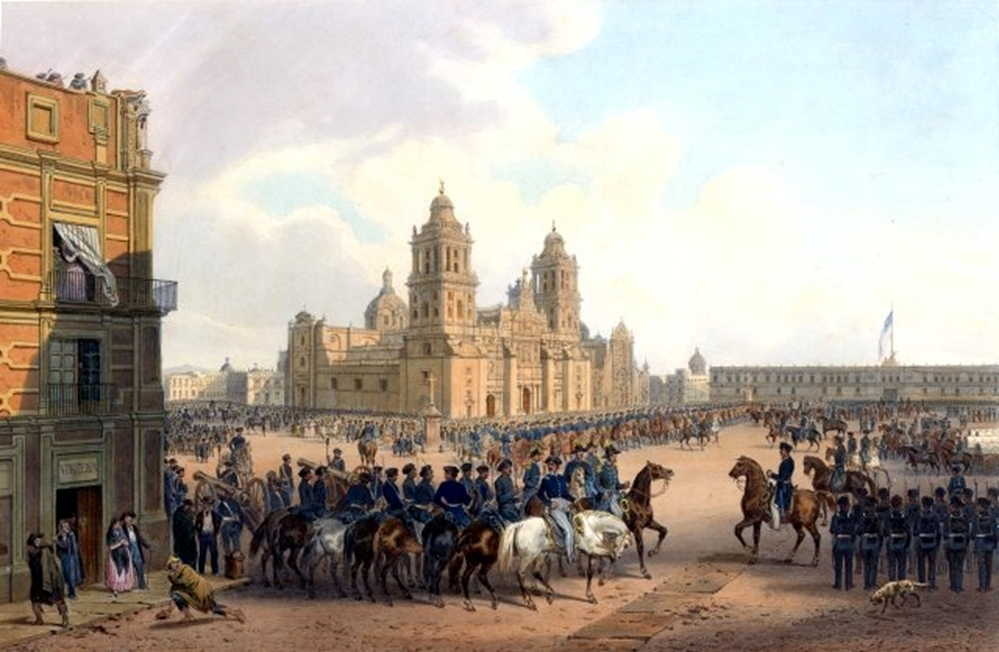
L'occupazione americana di Città del Messico

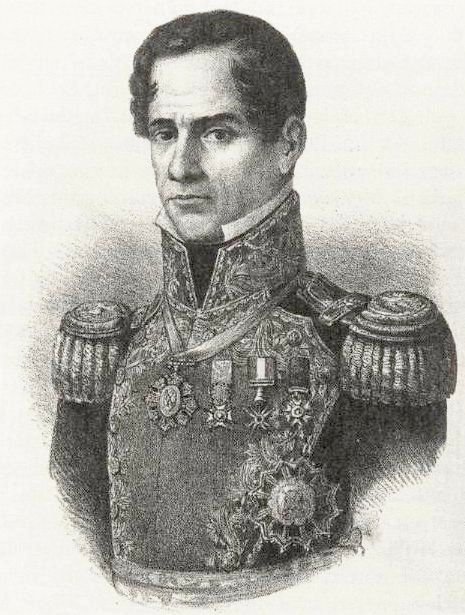
Il Generale e Presidente Antonio López de Santa Anna nel 1852

L'espansione territoriale statunitense sotto il Destino manifesto nel XIX secolo aveva raggiunto le rive del Rio Grande, inducendo il presidente messicano José Joaquín de Herrera a formare un esercito di 6000 uomini per difendere la frontiera settentrionale del Messico dall'espansione del paese confinante. Nel 1845, il Texas, ex territorio messicano che si era staccato dal Messico per ribellione, fu annesso agli Stati Uniti. In risposta a ciò, il ministro del Messico negli Stati Uniti, Juan N. Almonte venne richiamato per le sue lettere di riconoscimento e tornò in Messico; seguirono prontamente le ostilità. Il 25 aprile 1846, una forza messicana sotto il colonnello Anastasio Torrejon sorprese e sconfisse uno squadrone americano al Rancho de Carricitos a Matamoros in un evento che sarebbe stato conosciuto come Schermaglia di Thornton; questo fu il pretesto che il presidente degli Stati Uniti James K. Polk usò per convincere il Congresso degli Stati Uniti a dichiarare lo Stato di guerra contro il Messico il 13 maggio 1846. Il capitano dell'esercito americano John C. Fremont, con una sessantina di uomini bene armati, era entrato nel territorio della California nel dicembre 1845, prima che la guerra fosse ufficiale e stava marciando lentamente nell'Oregon quando ricevette parola che la guerra tra Messico e Stati Uniti era imminente; inizia così un capitolo della guerra noto come la Rivolta della Bandiera con l'Orso.
Il 20 settembre 1846, gli americani lanciarono un attacco contro Monterrey, che cadde dopo 5 giorni. Dopo questa vittoria degli Stati Uniti, le ostilità vennero sospese per 7 settimane, permettendo alle truppe messicane di lasciare la città con le loro bandiere dispiegate con tutti gli onori, mentre i soldati americani raggruppavano e riguadagnavano le loro perdite. Nel mese di agosto 1846, il commodoro David Conner e il suo squadrone di navi erano nelle acque veracruziane; cercò, senza successo, di conquistare il Forte di Alvarado, che era difeso dalla Marina messicana. Gli americani vennero costretti a trasferirsi ad Antón Lizardo. Nel confronto con la resistenza e le fortificazioni del porto di Veracruz, lo U.S. Army e i Marines implementarono un intenso bombardamento della città dal 22 al 26 marzo 1847, causando circa cinquecento vittime civili e danni significativi a case, edifici e merci. Il generale Winfield Scott e il commodoro Matthew C. Perry capitalizzarono su questa sofferenza civile: rifiutando di permettere ai consolati di Spagna e Francia di assistere all'evacuazione dei civili, pressarono il gen. messicano Juan Morales a negoziare la resa.
Il commodoro americano Matthew C. Perry, che aveva già conquistato la città di Frontera, nel Tabasco, cercò di conquistare San Juan Bautista (attuale Villahermosa), ma venne respinto per tre volte da un presidio messicano di poco meno di trecento uomini. Soldati americani vennero inviati anche ai territori della California con l'intenzione di conquistarli. Dopo che squadre di truppe americane occuparono la città di Los Angeles, le autorità messicane furono costrette a trasferirsi nella Sonora; ma, entro la fine di settembre 1846, il comandante José María Flores fu in grado di raccogliere 500 messicani e riuscì a sconfiggere il presidio degli Stati Uniti a Los Angeles e poi inviò distaccamenti a Santa Barbara e a San Diego.
Dopo aver posto una difesa feroce contro l'invasione degli Stati Uniti, le posizioni messicane lungo lo Stato di Chihuahua cominciarono a cadere. Queste forze erano state organizzate dal generale José Antonio de Heredia e dal governatore Ángel Trías Álvarez. La cavalleria di quest'ultimo fece diversi attacchi disperati contro gli Stati Uniti che quasi ottenne la vittoria, ma la sua inesperienza in combattimento era evidente e, alla fine, tutte le posizioni acquisite vennero perse.

### Intervento francese

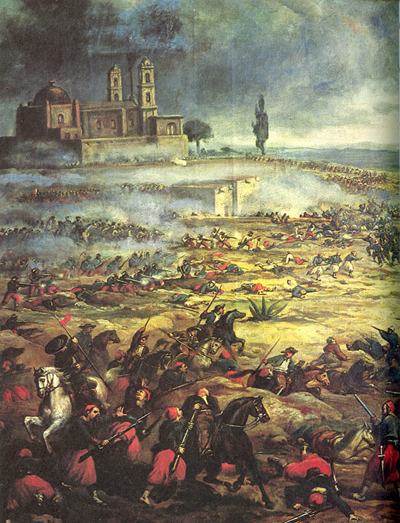
La Battaglia di Puebla, Cinco de Mayo 1862, una vittoria importante per le forze messicane contro i francesi

L'intervento francese fu un'invasione da parte di una forza di spedizione inviata dal Secondo Impero francese, sostenuta in principio dal Regno Unito e dal Regno di Spagna. Seguì la sospensione del Presidente Benito Juárez dei pagamenti d'interessi verso l'estero il 17 Luglio, 1861, che faceva arrabbiare i principali creditori del Messico: la Spagna, la Francia e la Gran Bretagna.
Napoleone III di Francia fu l'istigatore: La sua politica estera era basata su un impegno al libero scambio. Per lui, un governo amico in Messico offriva l'opportunità di ampliare il libero scambio, garantendo l'accesso europeo ai mercati importanti, e prevenendo il monopolio da parte degli Stati Uniti. Napoleone aveva bisogno anche dell'argento che avrebbe potuto essere estratto in Messico per finanziare il suo impero. Napoleone fece costruire una coalizione con la Spagna e la Gran Bretagna in un momento in cui gli Stati Uniti erano impegnati in una guerra civile su ampia scala. Gli Stati Uniti protestarono, ma non potevano intervenire direttamente fino a che la guerra civile non finì nel 1865.

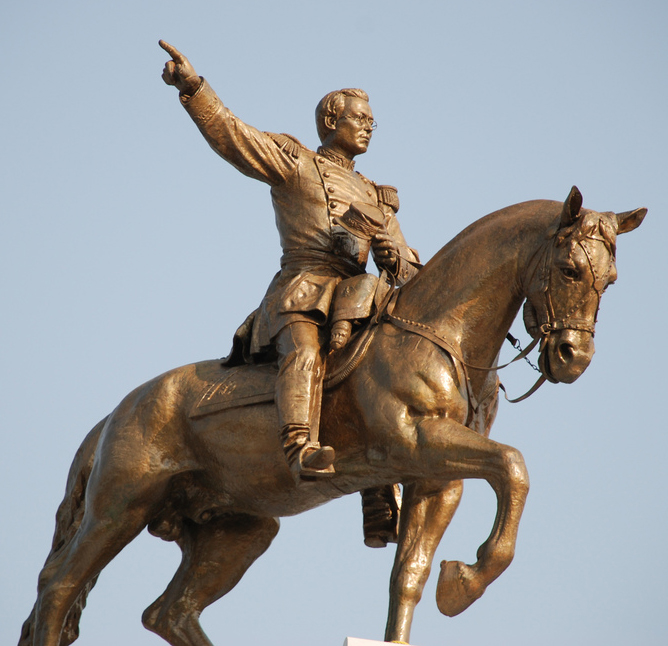
Monumento al generale Ignacio Zaragoza, eroe della Battaglia di Puebla, Cinco de Mayo 1862.

Le tre potenze hanno firmato il Trattato di Londra il 31 ottobre, per unire i loro sforzi di ricevere i pagamenti dal Messico. L'8 dicembre, la flotta spagnola e le truppe della Cuba spagnola arrivarono nel principale porto del Golfo del Messico, Veracruz. Quando gli inglesi e gli spagnoli scoprirono che i francesi prevedevano d'invadere il Messico, si ritirarono.
La successiva invasione francese portò al Secondo Impero messicano, che era sostenuto dal clero cattolico romano, molti elementi conservatori della classe superiore, e alcune comunità indigene. I termini presidenziali del Benito Juárez (1858-1871) vennero interrotti dal dominio della monarchia asburgica in Messico (1864-1867). I conservatori, e molti nella nobiltà messicana, cercarono di far rivivere la forma monarchica di governo (vedi: Primo Impero messicano) quando aiutarono a portare in Messico un arciduca della Casa Reale d'Austria, Massimiliano Ferdinando, o Massimiliano I del Messico (che sposò Carlotta del Belgio, anche nota come Carlotta del Messico), con il sostegno militare della Francia. La Francia aveva diversi interessi in questa vicenda messicana, come ricercare una riconciliazione con l'Austria, che era stata sconfitta durante la guerra franco-austriaca, controbilanciare il crescente potere statunitense attraverso lo sviluppo di un potente vicino impero cattolico, e sfruttare le ricche miniere nel nord-ovest del paese.

#### Forze repubblicane messicane
Nel 1861, l'Esercito Repubblicano messicano era costituito da dieci battaglioni di linea regolare, ciascuno di otto compagnie, e sei reggimenti di linea di cavalleria, ognuno di due squadroni. Con sei batterie di artiglieria da campo, più unità del Genio, dei trasporti e di guarnigione, l'esercito regolare contava circa 12.000 uomini. Le forze ausiliarie, che comprendevano le milizie statali e le guardie nazionali, fornirono altri 25 battaglioni di fanteria e 25 squadroni di cavalleria più alcune unità di guarnigione e di artiglieria. La Guardia Nazionale del Distretto Federale di Città del Messico era pari a sei battaglioni di fanteria, più uno ciascuno di cavalleria e d'artiglieria. Il corpo appena arruolato dei Rurales, creato il 5 maggio 1861 come gendarmeria a cavallo, annumerava 2200 uomini e serviva come unità dispersa di cavalleria leggera contro i francesi.

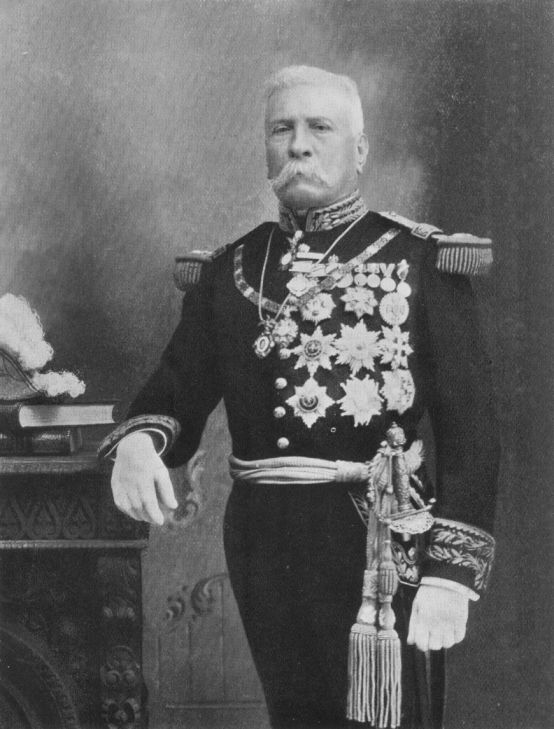
Il generale e presidente Porfirio Díaz, un altro eroe della battaglia di Puebla e presidente del Messico alla fine del XIX secolo fino allo scoppio della rivoluzione messicana

Mentre era contrastato da ingenti forze di truppe regolari francesi più forze imperiali messicane e contingenti di volontari stranieri, l'Esercito Repubblicano rimase come forza effettiva dopo la caduta di Città del Messico nel 1863. Nel 1865 l'opposizione liberale veniva condotta da un nucleo di 50.000 truppe regolari e guardie nazionali statali messicane, aumentate da circa 10.000 guerriglieri.

### Era Díaz
In seguito al ritiro francese e il rovesciamento del regime imperiale di Massimiliano, la Repubblica Messicana venne ripristinata nel 1867. Nel 1872, Porfirio Díaz, un generale leader delle forze anti-Massimialianiste, divenne presidente. Doveva mantenere il potere fino al 1910, con una sola breve pausa. Durante questo periodo di governo esteso, Diaz si basò essenzialmente sulla potenza militare per rimanere in carica. Di conseguenza egli intraprese una serie di riforme volte a modernizzare l'esercito messicano, mentre allo stesso tempo chiudeva il modello storico di comandanti locali che tentavano di prendere il potere con forze irregolari o provinciali. I generali dell'esercito federale venivano spesso trasferiti, il grande corpo degli ufficiali venne mantenuto fedele attraverso opportunità per innesto, un efficiente forza di polizia a cavallo di rurales assunse la responsabilità per l'ordine pubblico, e l'esercito stesso venne ridotto in termini di dimensioni. Nel 1910, l'esercito contava circa 25.000 uomini, in gran parte militari di leva di origine indiana comandati da 4.000 ufficiali bianchi della classe media. Mentre generalmente ben equipaggiato, l'esercito federale sotto Diaz era troppo piccolo nei numeri per offrire un'opposizione efficace alle forze rivoluzionarie guidate da Francisco Madero.

### Rivoluzione messicana (1910–1920)

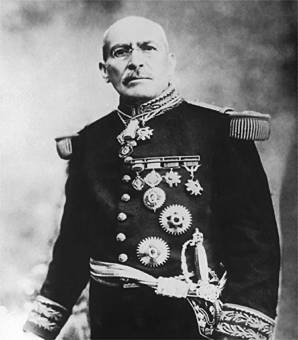
Il generale Victoriano Huerta, che rovesciò il presidente civile Francisco Madero nel 1913

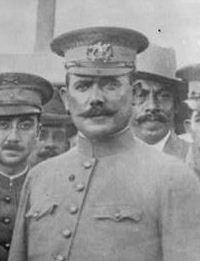
Il generale rivoluzionario Álvaro Obregón, più tardi presidente del Messico

La cacciata del generale e presidente Porfirio Díaz vide un membro di una ricca famiglia di proprietari terrieri, Francisco Madero, eletto presidente del Messico. Madero mantenne l'esercito federale intatto, nonostante il fatto che fossero state le forze rivoluzionarie a portarlo al potere. Il generale Victoriano Huerta rovesciò Madero e il suo vicepresidente José María Pino Suárez in un sanguinoso colpo di stato nel febbraio 1913 noto come Decade tragica (9 - 19 febbraio). Le forze che si opposero al regime di Huerta si unirono contro di lui nel Piano di Guadalupe, in particolare i costituzionalisti a nord, con un civile, Venustiano Carranza, come "Primo capo," le forze che comandava erano guidate da un certo numero di generali, ma più visibilmente da Álvaro Obregón e Francisco "Pancho" Villa. Nello stato di Morelos venne condotta invece un'intensa guerriglia dalle forze dell'Esercito di Liberazione del Sud guidato da Emiliano Zapata. L'esercito federale che supportava Huerta venne sconfitto e sciolto nel 1914 e venne creato un nuovo esercito governativo dalle forze costituzionaliste di Obregón. Zapata fu assassinato nel 1919; Villa venne corrotto e prese vita civile nel nord del Messico, ma venne assassinato nel 1923. Durante la fase post-militare dopo il 1920, un certo numero di leader costituzionalisti divennero presidenti del Messico: Álvaro Obregón (1920-1924), Plutarco Elías Calles (1924-1928), Lázaro Cárdenas del Río (1934-1940), e Manuel Ávila Camacho (1940-1946). Quando Lázaro Cárdenas riorganizzò il partito politico fondato da Plutarco Elías Calles, creò la rappresentazione settoriale di gruppi nel Messico, uno dei quali era l'esercito messicano. Nella successiva riorganizzazione del partito avuta luogo nel 1946, il Partito Rivoluzionario Istituzionale non aveva più un settore separato per l'esercito. L'unico militare a essere presidente del Messico dopo il 1946 fu Adolfo Ruiz Cortines, in carica dal 1952 al 1958, anche lui veterano della Rivoluzione, combattente nell'Esercito costituzionalista.

### Era contemporanea

#### Periodo post-rivoluzionario
La fine del regime di Díaz vide una recrudescenza di numerose forze locali guidate da generali rivoluzionari. Nel 1920, più di 80.000 messicani erano sotto le armi, con solo una minoranza che faceva parte delle forze regolari obbedienti ad un'autorità centrale. Durante il 1920, il nuovo governo smobilitò le bande rivoluzionarie, riaprì il Colegio Militar (Accademia Militare), istituì la Escuela Superior de Guerra (Accademia Ufficiali), alzò gli stipendi e migliorò le condizioni di servizio della truppa dell'esercito regolare. Nonostante la rivolta di un generale abortita nel 1927, il risultato fu un esercito obbediente professionale al governo centrale. Nel corso degli anni trenta, il ruolo politico del corpo degli ufficiali venne ridotto dal Partito Rivoluzionario governativo e vennero istituite milizie di lavoratori, superando in numero l'esercito regolare di 2-1. Entro la fine della seconda guerra mondiale, l'esercito messicano era diventato una forza strettamente professionale focalizzata sulla difesa nazionale, piuttosto che sul coinvolgimento politico.

#### Guerra messicana della droga

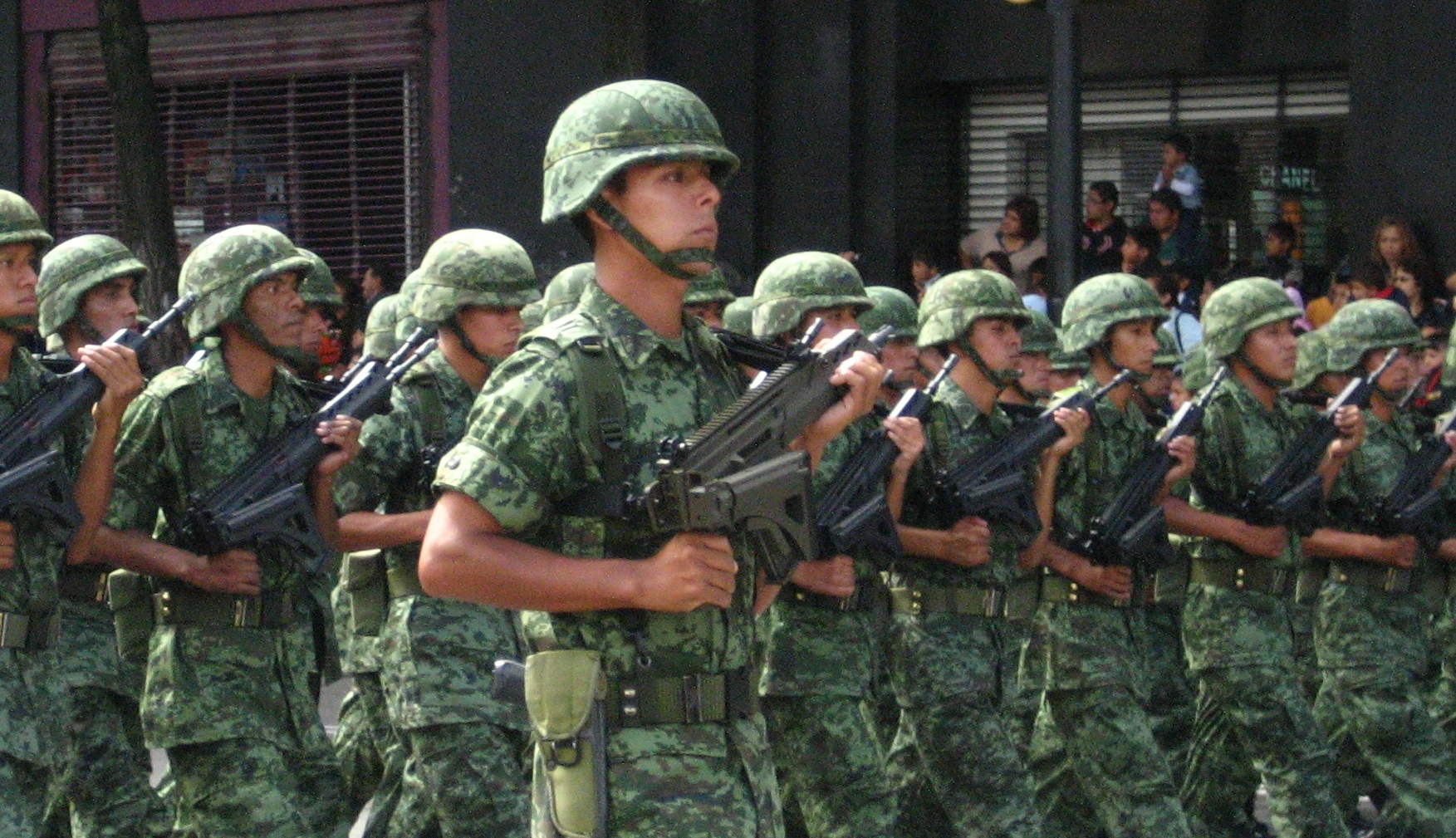
Soldati messicani in parata nella parata del Giorno dell'Indipendenza del Messico nel 2009 con i fucili d'assalto messicani FX-05 Xiuhcoatl (Serpente di Fuoco).

Anche se la violenza tra cartelli della droga si è verificata a lungo prima dell'inizio della guerra, il governo ha tenuto un atteggiamento generalmente passivo per quanto riguarda la violenza dei cartelli nel corso degli anni novanta e nei primi anni del XXI secolo. Ciò cambiò in data 11 dicembre 2006, quando il neoeletto presidente Felipe Calderón inviò 6.500 soldati federali nello Stato di Michoacán per porre fine alla violenza della droga lì. Questa azione è considerata come la prima rappresaglia importante fatto contro la violenza dei cartelli, ed è generalmente considerata come il punto di partenza della guerra tra il governo e i cartelli della droga. Col passare del tempo, Calderón ha continuato a crescere la sua campagna anti-droga, in cui ora ci sono circa 45.000 soldati coinvolti insieme a forze di polizia statali e federali.
In tempi recenti, l'esercito messicano ha ampiamente partecipato agli sforzi contro il traffico di droga. Le Operaciones contra el narcotrafico (Operazioni contro il traffico di droga), per esempio, descrivono il suo scopo per quanto riguarda "le prestazioni dell'Esercito e dell'Aeronautica militare messicana nella campagna permanente contro il traffico di droga, sostenuta adeguatamente nei compiti dell'esecutivo delle sovvenzioni nazionali alle forze armate", poiché secondo l'articolo 89, sezione VI della Costituzione degli Stati Uniti Messicani, è dovere del Presidente della Repubblica degli Stati Uniti del Messico, come comandante Supremo delle Forze Armate, garantire che le forze armate messicane eseguano il suo mandato di sicurezza nazionale all'interno e al di fuori dei confini dello Stato.

## Organizzazione militare nell'era moderna
L'esercito è sotto l'autorità del Segretariato della Difesa Nazionale o SEDENA. Esso ha tre componenti: una sede nazionale, comandi territoriali, e unità indipendenti. Il Ministro della Difesa comanda l'esercito attraverso un sistema di comando centralizzato e molti ufficiali generali. L'esercito utilizza un sistema personale continentale modificato nella sua sede. Il reclutamento del personale avviene dai 18 ai 21 anni, se l'istruzione secondaria è completata, 22 se è completata la scuola superiore. Il reclutamento dopo i 22 anni è impossibile nell'esercito regolare; solo i posti ausiliari sono disponibili. A partire dal 2009, lo stipendio di partenza per le reclute dell'esercito messicano è di $ 6000 pesos messicani, o circa $ 500 dollari al mese, con un supplemento di vita di $ 10.000 pesos nella pensione mensile.
Le principali unità dell'esercito messicano sono nove brigate di fanteria e un certo numero di reggimenti e battaglioni di fanteria indipendenti. I principali elementi di manovra dell'esercito sono organizzati in tre corpi, ciascuno composto da tre brigate di fanteria, tutti basati dentro ed intorno al Distretto Federale. Distinti dalle formazioni di brigata, i reggimenti e i battaglioni indipendenti vengono assegnati a presidi zonali (45 in totale) in ciascuna delle 12 regioni militari del paese. I battaglioni di fanteria, composti da circa 300 soldati, in genere vengono distribuiti in ogni zona, e ad alcune zone viene assegnato un ulteriore reggimento di cavalleria motorizzata o un reggimento di artiglieria.

### Coscrizione
Nonostante l'esercito messicano sia una forza armata professionale dalla seconda guerra mondiale, ogni gennaio tutti i cittadini maschi che compiono il diciottesimo anno d'età nel corso dell'anno devono presentarsi al centro di reclutamento del proprio comune per essere pre-registrati al servizio di leva, a cui si accede tramite sorteggio: una sfera bianca comporta l'ammissione al Servicio Militar Nacional, l'ente che comprende tutti i coscritti, una sfera nera comporta l'esenzione e una sfera blu porta a svolgere il servizio nella marina o nella Infanteria de Marina. La coscrizione, che è aperta anche alle cittadine femmine su base volontaria, ha durata 12 mesi, nei quali i coscritti si sottopongono nei fine settimana ad addestramento al combattimento e all'uso di armi da fuoco e a lezioni su storia e disciplina militare. Al termine del servizio di leva i coscritti vengono inseriti nella riserva fino all'età di 40 anni o in alternativa possono proseguire la carriera nell'esercito come professionisti.

### Comandi regionali

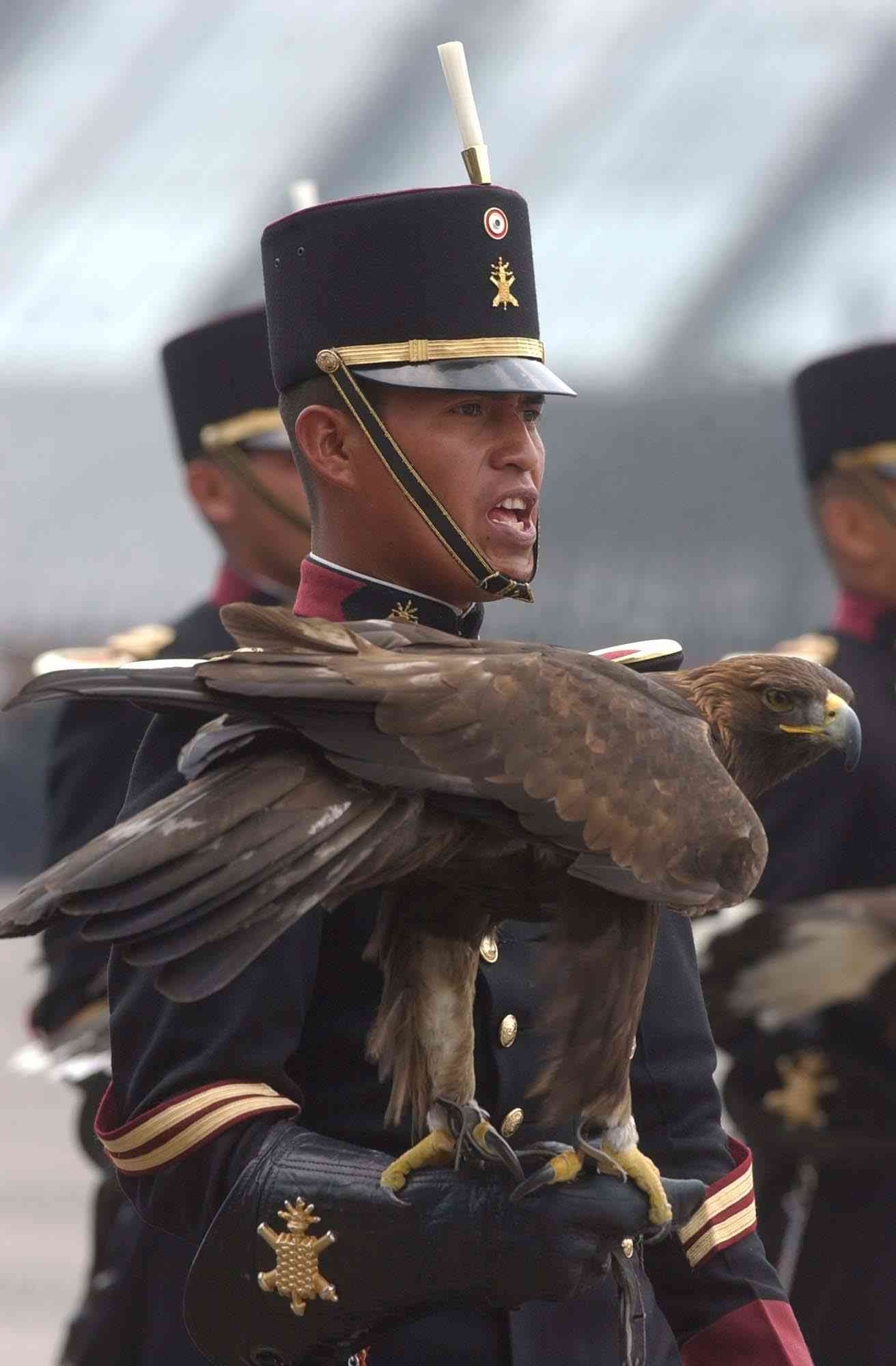
Allievi dell'Eroica Accademia Militare (Messico) con un'aquila reale (settembre 2004).

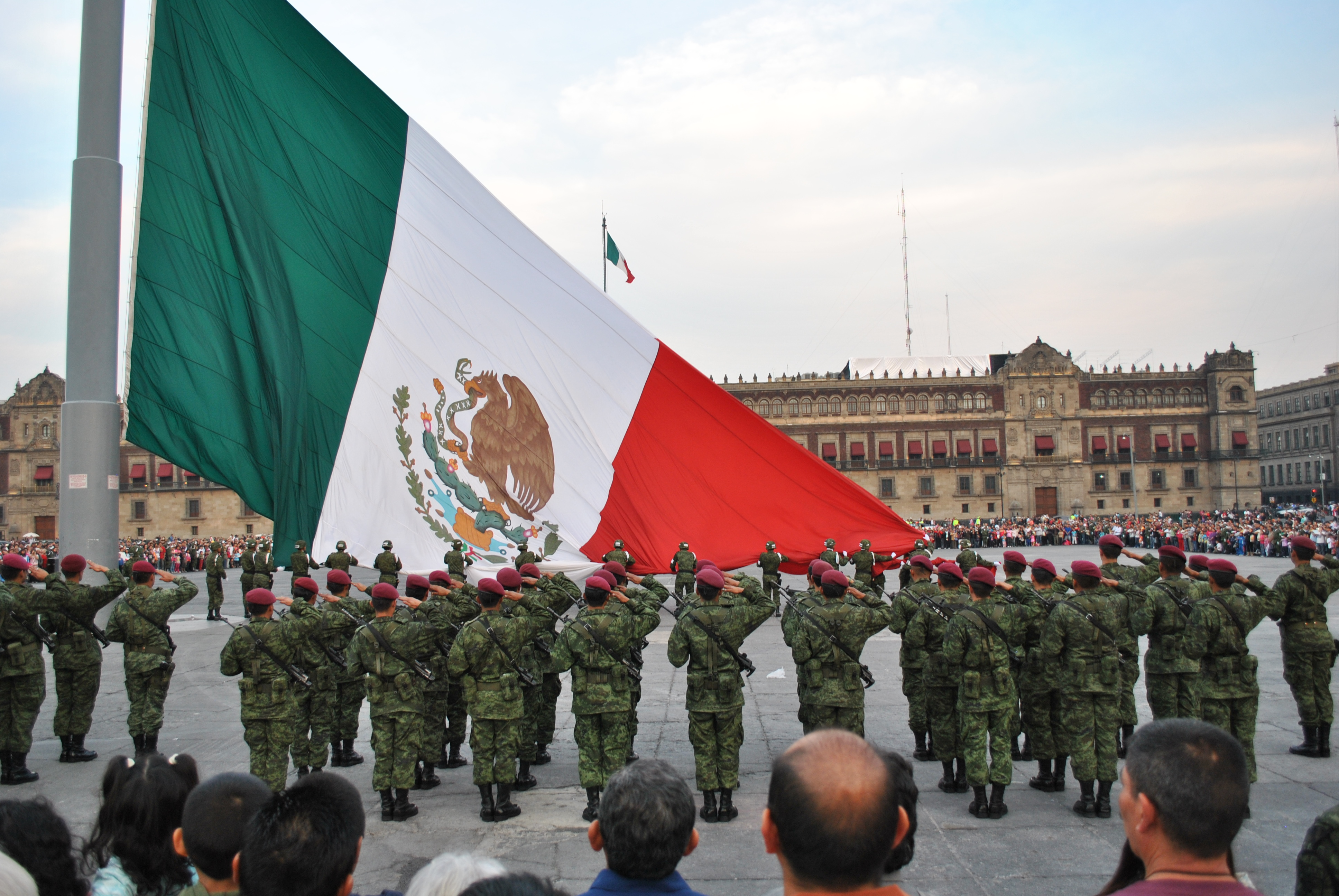
Ogni pomeriggio, un plotone dell'esercito messicano abbassa la bandiera monumentale in Piazza della Costituzione o Zocalo

Il Messico è diviso in dodici regioni militari composte da quarantaquattro zone militari subordinate [ndr l'ed. 2007 dell'IISS elenca 12 regioni, 45 zone]. Esigenze operative determinano quante zone si trovano in ogni regione, con aumenti e diminuzioni corrispondenti alla forza delle truppe.
Di solito su raccomandazione del segretario della difesa, il comandante anziano di zona è anche il comandante della regione militare che contiene la zona militare. Un comandante di zona militare ha giurisdizione su tutte le unità che operano sul suo territorio, tra cui i Rurales (Forza di Difesa Rurale), che di tanto in tanto sono stati un contrappeso politico federale nel potere dei governatori. I comandanti di zona forniscono il segretario della difesa nazionale con le condizioni socio-politiche d'intelligence sulle aree rurali. Inoltre, essi hanno agito tradizionalmente in coordinamento con la Segreteria della Difesa Nazionale (SEDENA) sulla distribuzione di pianificazione e di risorse.
| Regione Militare | Città Quartier Generale          | Stati nella Regione                                  |
| ---------------- | -------------------------------- | ---------------------------------------------------- |
| I                | Città del Messico                | Distrito Federal, Hidalgo, Estado de México, Morelos |
| II               | Mexicali, Baja California        | Baja California, Baja California Sur, Sonora         |
| III              | Mazatlán, Sinaloa                | Sinaloa, Durango                                     |
| IV               | Monterrey, Nuevo León            | Nuevo León, San Luis Potosí, Tamaulipas              |
| V                | Guadalajara, Jalisco             | Aguascalientes, Colima, Jalisco, Nayarit, Zacatecas  |
| VI               | Veracruz, Veracruz               | Puebla, Tlaxcala, Veracruz centrale e settentrionale |
| VII              | Tuxtla Gutiérrez, Chiapas        | Chiapas, Tabasco                                     |
| VIII             | Ixcotel, Oaxaca                  | Oaxaca, Veracruz meridionale                         |
| IX               | Cumbres de Llano Largo, Guerrero | Guerrero                                             |
| X                | Mérida, Yucatán                  | Campeche, Quintana Roo, Yucatán                      |
| XI               | Torreón, Coahuila                | Chihuahua, Coahuila                                  |
| XII              | Irapuato, Guanajuato             | Guanajuato, Michoacán, Querétaro                     |

Zone militari
| Zona Militare | Locazione               | Regione Militare |
| ------------- | ----------------------- | ---------------- |
| 1ª            | Tacubaya, D.F.          | I                |
| 2ª            | Tijuana, BC             | II               |
| 3ª            | La Paz, BCS.            | II               |
| 4ª            | Hermosillo, Son.        | II               |
| 5ª            | Chihuahua, Chih.        | XI               |
| 6ª            | Saltillo, Coah.         | XI               |
| 7ª            | Escobedo, N.L.          | IV               |
| 8ª            | Reynosa, Tamps.         | IV               |
| 9ª            | Culiacán, Sin.          | III              |
| 10ª           | Durango, Dgo.           | III              |
| 11ª           | Guadalupe, Zac.         | V                |
| 12ª           | San Luis Potosí, S.L.P. | IV               |
| 13ª           | Tepic, Nay.             | V                |
| 14ª           | Aguascalientes, Ags.    | V                |
| 15ª           | La Mojonera, Jal.       | V                |
| 16ª           | Sarabia, Gto.           | XII              |
| 17ª           | Querétaro, Qro.         | XII              |
| 18ª           | Pachuca, Hgo.           | I                |
| 19ª           | Tuxpan, Ver.            | VI               |
| 20ª           | Colima, Col.            | V                |
| 21ª           | Morelia, Mich.          | XII              |
| 22ª           | Toluca, Mex.            | I                |
| 23ª           | Panotla, Tlax.          | VI               |

| Zona Militare | Locazione                 | Regione Militare |
| ------------- | ------------------------- | ---------------- |
| 24ª           | Tehuacán, Pue.            | VI               |
| 25ª           | Puebla, Pue.              | VI               |
| 26ª           | El Lencero, Ver.          | VI               |
| 27ª           | Ticui, Gro.               | IX               |
| 28ª           | Ixcotel, Oax.             | VIII             |
| 29ª           | Minatitlan, Ver.          | VIII             |
| 30ª           | Villahermosa, Tab         | VII              |
| 31ª           | Rancho Nuevo, Chis.       | VII              |
| 32ª           | Valladolid, Yuc.          | X                |
| 33ª           | Campeche, Camp.           | X                |
| 34ª           | Chetumal, Q.R.            | X                |
| 35ª           | Chilpancingo, Gro.        | IX               |
| 36ª           | Tapachula, Chis.          | VII              |
| 37ª           | Santa Lucia, Mex.         | I                |
| 38ª           | Tenosique, Tab.           | VII              |
| 39ª           | Ocosingo, Chis.           | VII              |
| 40ª           | Guerrero Negro, BCS.      | II               |
| 41ª           | Puerto Vallarta, Jal.     | V                |
| 42ª           | Hidalgo del Parral, Chih. | XI               |
| 43ª           | Apatzingan, Mich.         | XII              |
| 44ª           | Miahuatlan, Oax.          | VIII             |
| 45ª           | Nogales, Son.             | II               |

### Unità tattiche

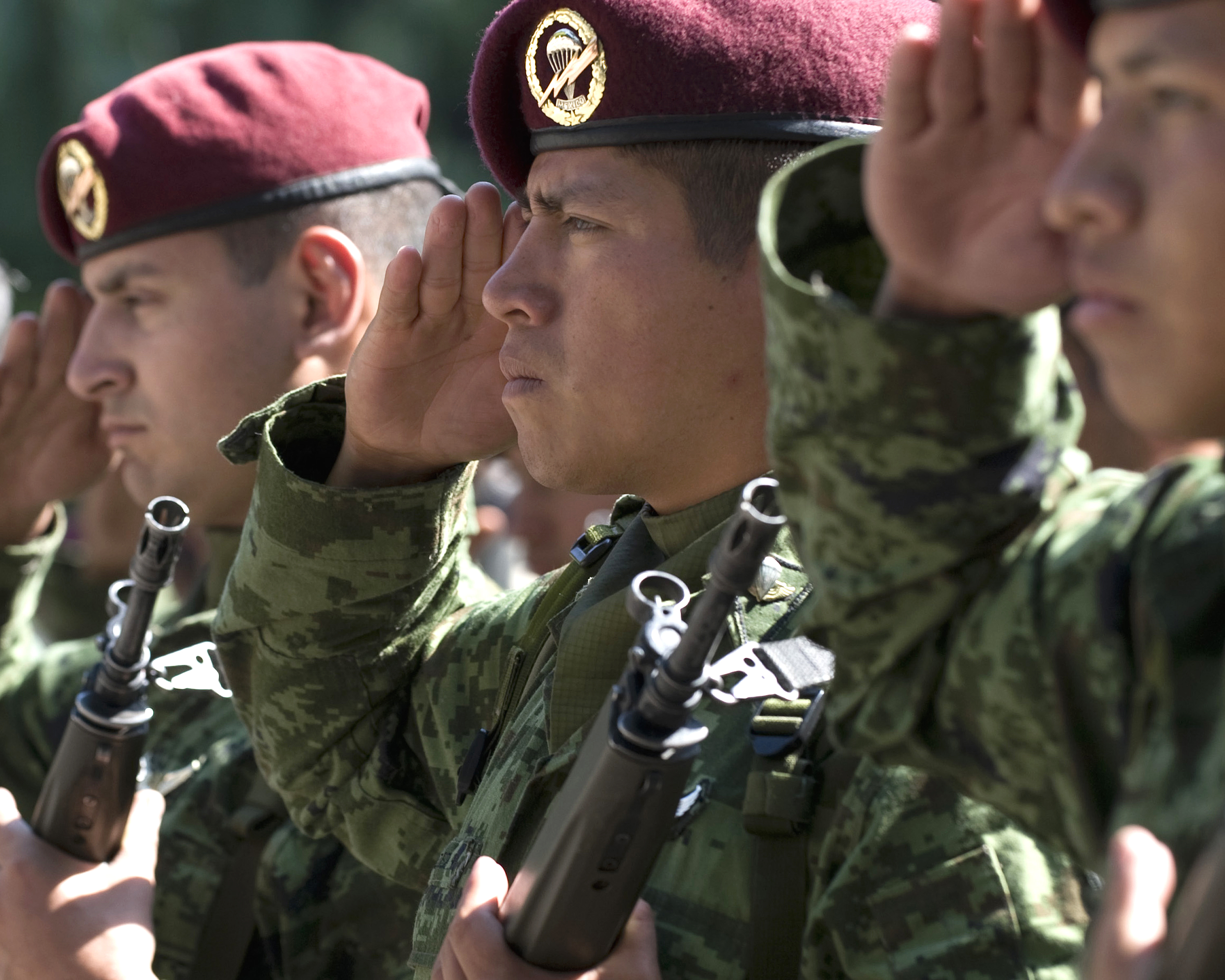
Paracadutisti messicani.

Le unità primarie dell'esercito messicano sono sei brigate e una serie di reggimenti e battaglioni di fanteria indipendenti.
Le Brigate, tutte basate dentro e intorno al Distretto Federale (che comprende la zona di Città del Messico), sono gli unici elementi di manovra reale dell'esercito. Con le loro unità di supporto, si crede che rappresentano oltre il 40 per cento delle forze terrestri del paese. Secondo  The Military Balance , pubblicato dall'International Institute for Strategic Studies, l'esercito ha sei brigate: una corazzata, due di fanteria, una di fanteria motorizzata, una aviotrasportata, e la Brigata della Guardia Presidenziale - quest'ultima comprende un gruppo di reazione, ( Grupo de Reaccion Immediata y Potente , GRIP), i cui membri sono addestrati nelle arti marziali come karate, aikijutsu, tae kwon do, kick boxing, kung fu, judo, e silat; inoltre, essi sono addestrati nelle tecniche e nelle tattiche per proteggere alti ufficiali e funzionari pubblici, come il Presidente. La Terza brigata della polizia militare è stata trasferita alla Polizia Federale Preventiva nel 2008. La brigata corazzata è una delle due nuove brigate formate dal 1990 come parte di una riorganizzazione resa possibile da un aumento della forza complessiva di circa 25.000 soldati. La brigata è composta da tre reggimenti corazzati e uno di fanteria meccanizzata. Ciascuna delle due brigate di fanteria è composta da tre battaglioni di fanteria e un battaglione d'artiglieria. La brigata di fanteria motorizzata si compone di tre reggimenti di fanteria motorizzata. La brigata aviotrasportata è costituita da due battaglioni dell'esercito e un battaglione dell'aeronautica militare. L'élite Brigata della Guardia Presidenziale riporta direttamente al Governo del Presidente ed è responsabile di garantire la sicurezza militare per il presidente e per i dignitari in visita. La Guardia Presidenziale è composta da tre battaglioni di fanteria, un battaglione di forze speciali, e un battaglione di artiglieria.
Distinti dalle formazioni delle brigate sono i reggimenti (tutti i reggimenti sono delle dimensioni di un battaglione), e i  battaglioni indipendenti  assegnati a presidi zonali. Queste unità indipendenti sono composte da un reggimento di cavalleria corazzata, diciannove reggimenti di cavalleria motorizzati, un reggimento di fanteria meccanizzata, sette reggimenti di artiglieria, tre battaglioni d'artiglieria e diciotto battaglioni di fanteria. I battaglioni di fanteria sono piccoli, ognuno di circa 300 soldati, e sono generalmente distribuiti in ogni zona. Ad alcune zone sono assegnati anche un reggimento di cavalleria motorizzata o uno dei sette reggimenti di artiglieria. Distaccamenti più piccoli sono spesso dettagliati a pattugliare le zone più impervie della campagna, contribuendo a mantenere l'ordine e a risolvere le controversie.

### Corpo Forze Speciali
L'esercito ha un comando unificato del Corpo Forze Speciali con 3 Brigate di Forze Speciali, un Alto Comando del gruppo GAFE, un gruppo GAFE assegnato alla Brigata Aviotrasportata e diversi Gruppi di Forze Speciali Anfibie.
Le Brigate di Forze Speciali consistono di nove battaglioni FS. La 1ª Brigata ha il 1º, il 2º ed il 3º battaglione; la 2ª Brigata ha il 5º, il 6º, il 7º e l'8º battaglione; e la 3ª Brigata ha il 4º ed il 9º battaglione e un gruppo della Forza d'Intervento Rapido.
Il Comando GAFE è un gruppo con non più di 100 membri ed è appositamente addestrato nelle tattiche anti-terrorismo. Essi ricevono gli ordini direttamente dal Presidente del Messico, Enrique Peña Nieto.
I Gruppi di Forze Speciali Anfibie sono addestrati nella guerra anfibia, danno l'esercito una forza estesa alle linee costiere.

#### Forze di Operazioni Speciali
| Nome                                                                                                 | Quartier generale | Struttura e finalità |
| --- | ----------------- | --- |
| Grupo Aeromóvil de Fuerzas Especiales (Gruppo Forze Speciali Aeromobili)                             | Classificato      | |
| Grupo Aeromóvil de Fuerzas Especiales del Alto Mando (Alto Comando Gruppo Forze Speciali Aeromobili) | Classificato      | |
| Grupos Anfibios de Fuerzas Especiales (Gruppo Forze Speciali Anfibie)                                | Classificato      | I Gruppi di Forze Speciali Anfibie permettono all'esercito di estendere le loro operazioni di truppe terrestri nelle acque costiere e interne, in stretto coordinamento con la Marina messicana. |

### Estado Mayor Presidencial

Sigillo dell'Estado Mayor Presidencial.

L'Estado Mayor Presidencial (Guardia Presidenziale) è un'agenzia specifica dell'esercito messicano che è responsabile per la sicurezza e il benessere del Presidente nella pratica di tutte le attività del suo ufficio. Il 24 marzo 1985 il Presidente Miguel de la Madrid Hurtado riformò la regolamentazione della guardia presidenziale e la pubblicò nella Gazzetta Ufficiale della Federazione ( Diario Oficial de la Federación ) in data 4 aprile 1986. In questa versione le responsabilità di questa agenzia includeva l'assistenza del presidente nell'ottenere informazioni di carattere generale, la pianificazione delle attività del Presidente nel quadro delle misure di sicurezza e di prevenzione per la sua sicurezza. Questo regolamento era in vigore durante le amministrazioni di Carlos Salinas de Gortari e Ernesto Zedillo. Il 16 gennaio 2004 durante l'amministrazione del presidente Vicente Fox Quesada venne emesso un nuovo regolamento della Guardia presidenziale e pubblicato dalla Gazzetta Ufficiale della Federazione il 23 gennaio dello stesso anno. Questa ordinanza aggiornò la struttura, l'organizzazione e il funzionamento della guardia presidenziale come corpo militare, tecnico ed unità amministrativa della Presidenza per facilitare l'attuazione dei poteri del suo ufficio.

### Corpo Paracadutisti
- Brigada de Fusileros Paracaidistas (Brigata di Fucilieri Paracadutisti) è un gruppo di tre battaglioni di paracadutisti creato nel 1969 all'interno dell'esercito messicano, ma utilizzando i velivoli dall'Aeronautica militare. La sua sede è a Città del Messico e la sua formazione si svolge nel Centro de Adiestramiento de Paracaidismo (Centro d'Addestramento di Paracadutismo). Un battaglione può essere implementato rapidamente in qualsiasi parte del paese.

## Gradi militari
|         | Generales                         | Generales           | Generales          | Generales         | Jefes              | Jefes                       | Jefes           | Jefes                      | Oficiales                  | Oficiales           | Oficiales              | Oficiales |
| Insegna |                                   |                     |                    |                   |                    |                             |                 |                            |                            |                     |                        |           |
| Grado   | Secretario de la Defensa Nacional | General de División | General de Brigada | General Brigadier | Coronel (Fanteria) | Teniente Coronel (Fanteria) | Mayor(Fanteria) | Capitán Primero (Fanteria) | Capitán Segundo (Fanteria) | Teniente (Infantry) | Subteniente (Fanteria) |           |

I distintivi dei gradi hanno una banda di colore filiale indicante:
- Oro: Generali
- Marrone chiaro:
  - Stato Maggiore Generale
  - Guardia Presidenziale
- Scarlatto: Fanteria
- Borgogna: Artiglieria

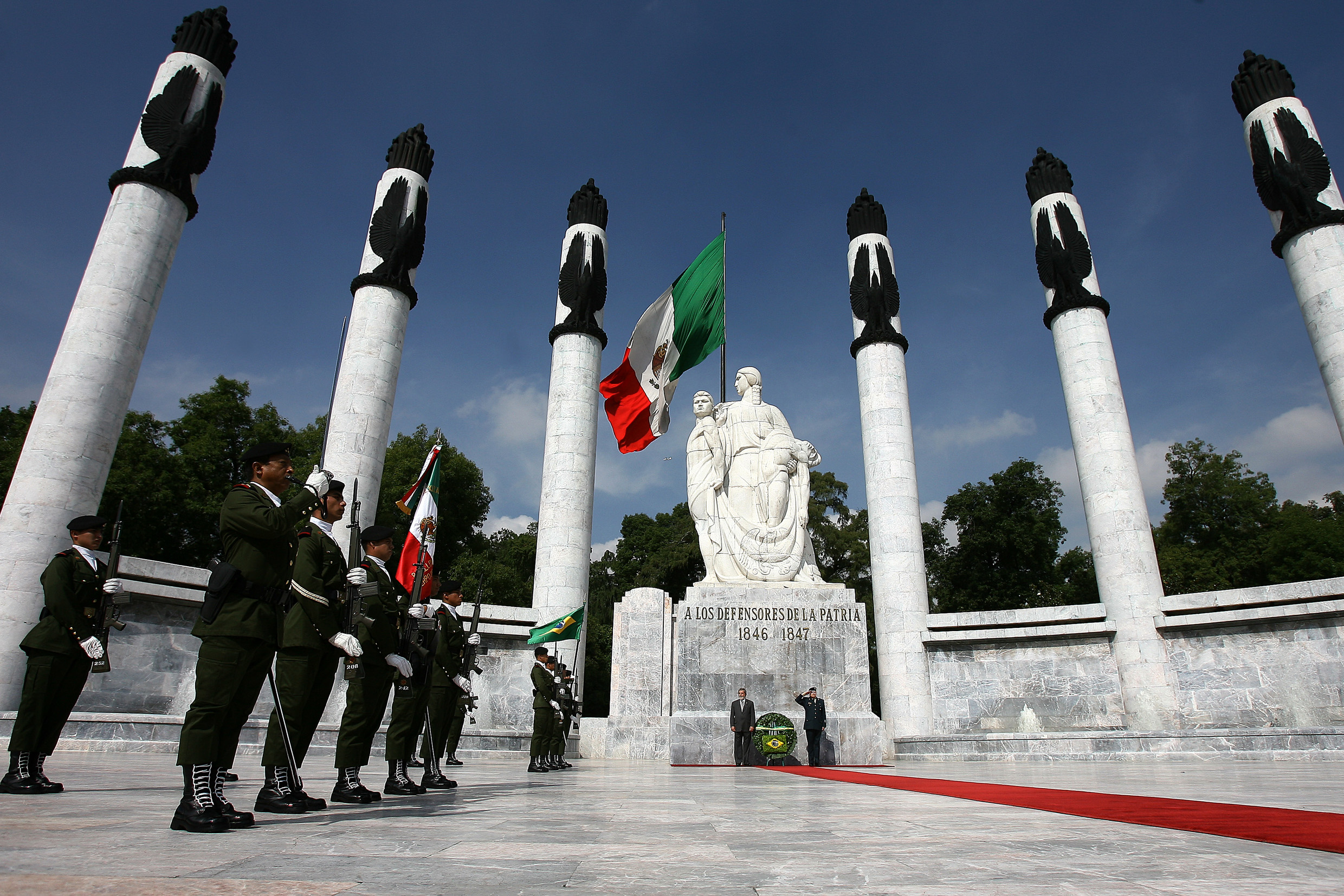
Il presidente brasiliano Luiz Inácio Lula da Silva al Memoriale degli Allievi Eroici nel Parco Chapultepec, Città del Messico. Il monumento è stato progettato dall'architetto Enrique Aragón e scolpito da Ernesto Tamariz all'ingresso del Parco Chapultepec nel 1952.

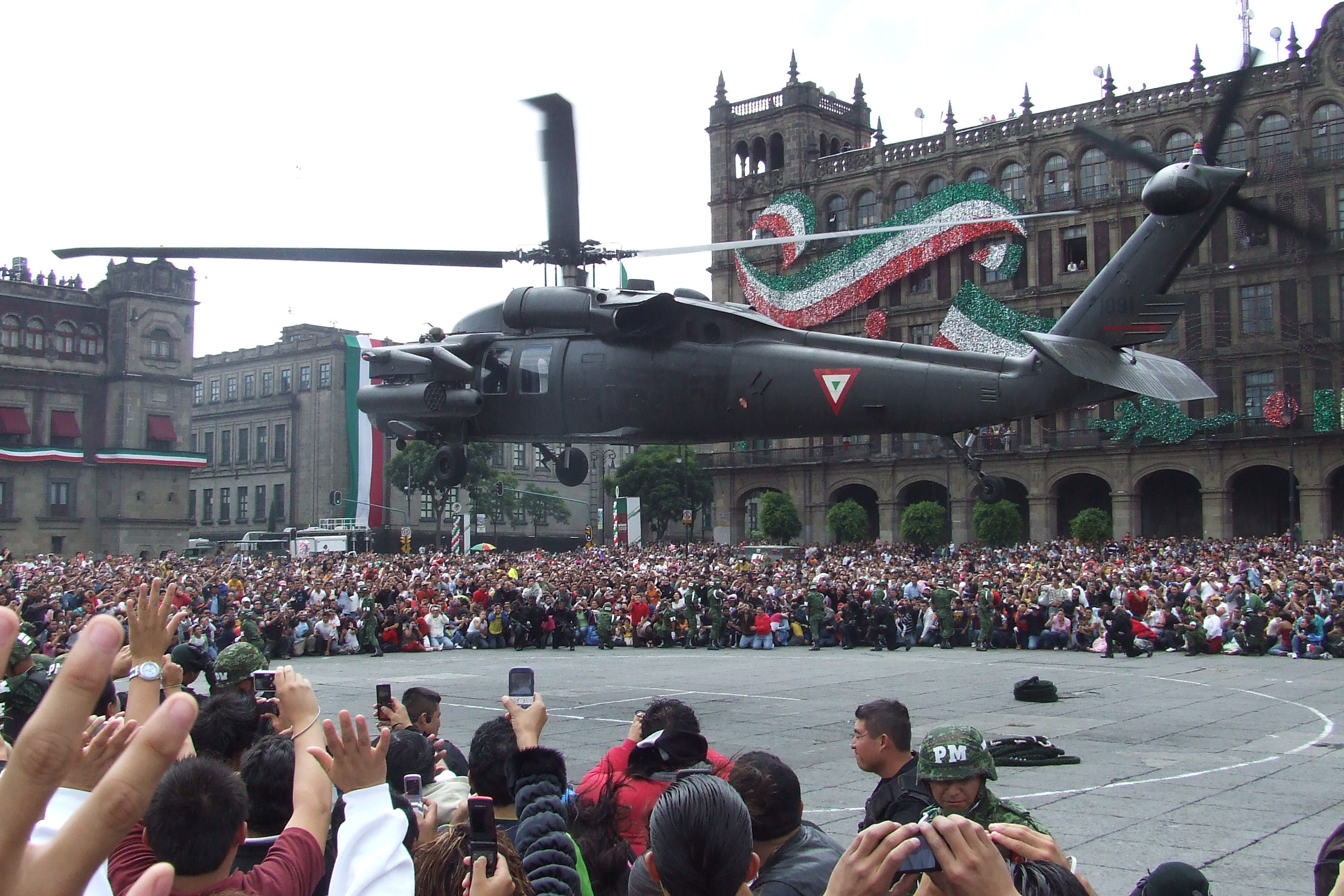
Un UH-60 Blackhawk dell'esercito messicano sbarca a Zocalo, Città del Messico.

- Rosso-Marrone: Fureria e Matériel ("Materiales de Guerra")
- Arancio-Marrone chiaro: Trasporti ("Transportes")
- Verde:
  - "Justicia"
  - Polizia Militare
- Blu:
  - Genio
  - Comunicazioni ("Transmisiones")
- Blu chiaro: Cavalleria
- Grigio-Blu chiaro: Cartografia
- Viola:
  - Aviazione dell'Esercito
  - Paracadutisti
- Grigio: Musicisti
- Grigio chiaro: Corazzati
- Grigio molto chiaro: Intelligence
- Grigio brunastro: Amministrazione ed Intendenza ("Administracion e Intendencia")
- Giallo:
  - Medico
  - Veterinaria

## Industria militare

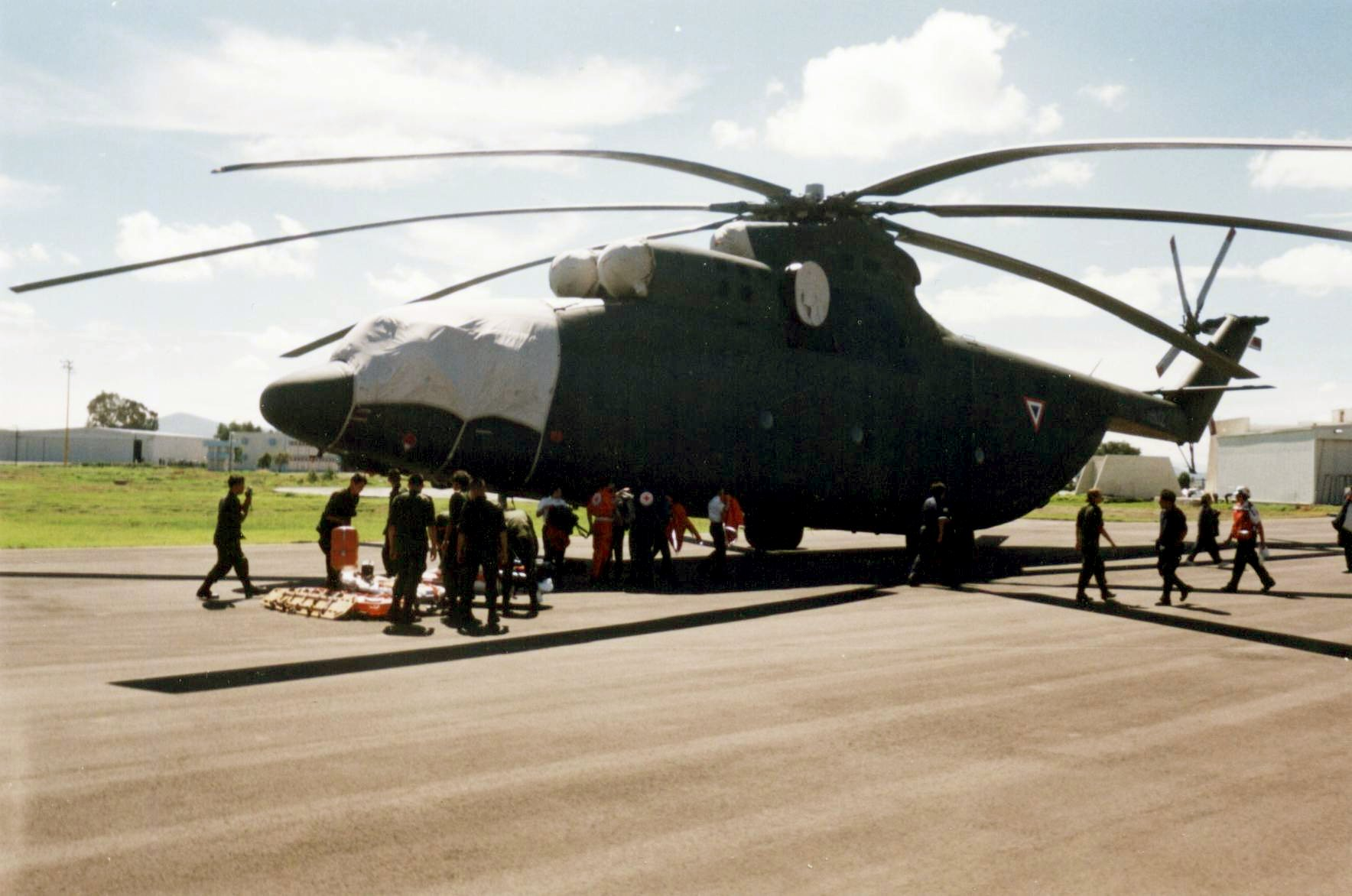
Un elicottero pesante da trasporto Mi-26 dell'esercito messicano.

Dall'inizio del XXI secolo, l'esercito è in costante modernizzazione per diventare competitivo con gli eserciti di altri paesi dell'America e ha anche preso alcune misure per ridurre la spesa e la dipendenza da equipaggiamenti esteri al fine di diventare più autonomo, come la produzione nazionale del fucile FX-05 progettato in Messico e l'impegno nella ricerca, nella progettazione e nella produzione di sistemi militari nazionali come l'elettronica militare e i giubbotti antiproiettile.

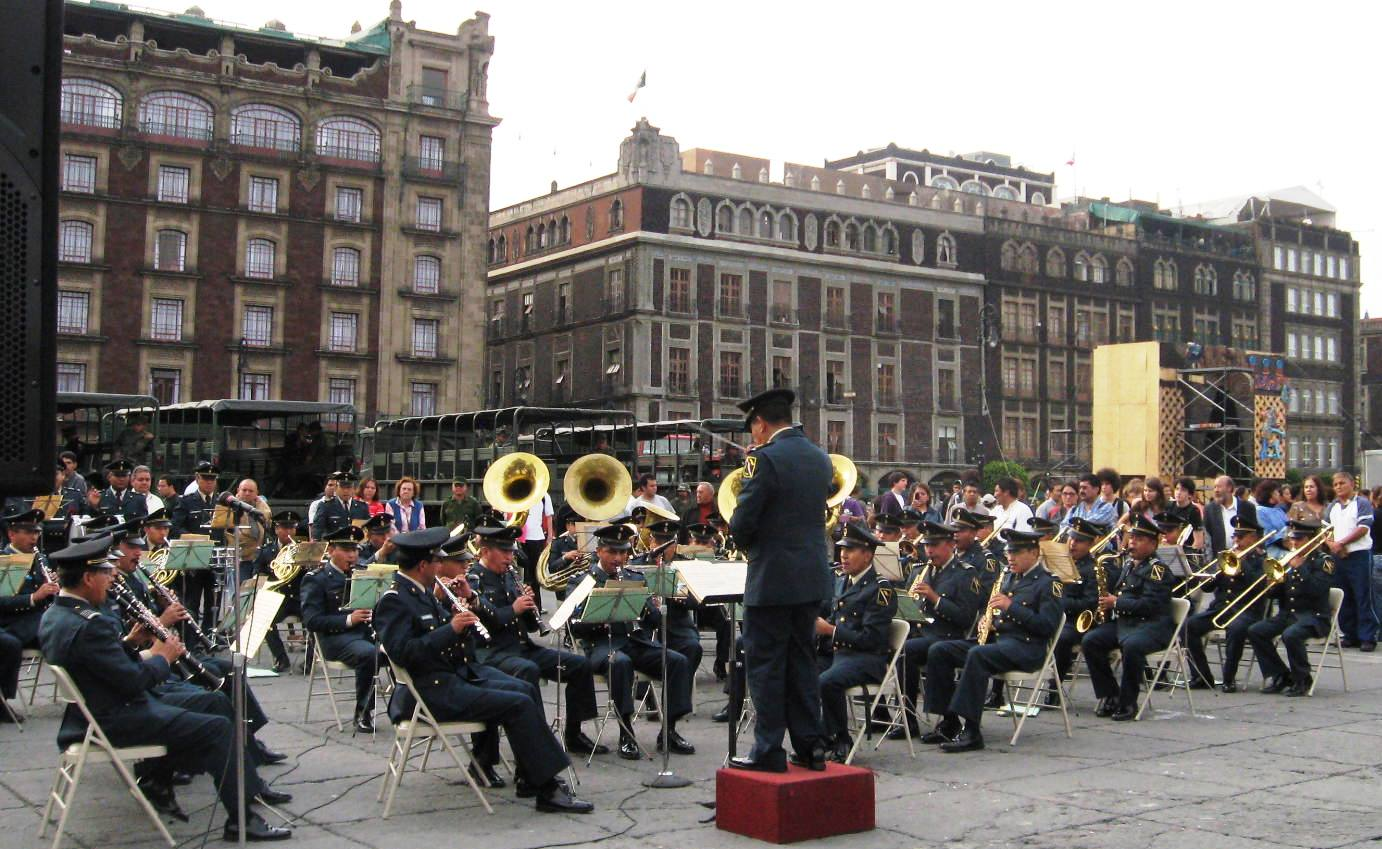
Banda musicale dell'esercito messicano.

Le forze armate messicane contano su tre dei seguenti dipartimenti per svolgere i compiti generali dell'esercito e dell'Aeronautica militare:
- Dirección General de Industria Militar (D.G.I.M.) – Responsabile della progettazione, della produzione e della manutenzione di veicoli ed armi, come ad esempio il montaggio del fucile d'assalto FX-05 e i veicoli blindati DN. Il 19 luglio del 2009, il SEDENA ha speso 488 milioni di pesos ($ 37 milioni statunitensi) per il trasferimento di tecnologia per la fabbricazione del fucile tedesco G36V. Anche se non è noto se questo sarà prodotto come alternativa più economica per l'FX-05 destinato per l'esercito o se deve essere prodotto per la polizia militare ed altre forze dell'ordine, come le forze dell'ordine federali. È previsto che l'FX-05 diventi il nuovo fucile standard per le forze armate che sostituiscono l'Heckler & Koch G3, quindi non è ancora chiaro per cosa saranno usati i fucili G-36.[21] A partire dal 2011, la D.G.I.M. È responsabile del montaggio dell'Oshkosh Sandcat, la versione dell'esercito messicano del Sandcat modificato è chiamato come DN-XI e venne presentato alla parata del Giorno dell'Indipendenza del Messico nel settembre 2012.[22][23]
- Dirección General de Fábricas de Vestuario y Equipo (D.G.FA.V.E.) (Direzione Generale della Manifattura del Vestiario e dell'Equipaggiamento) – Fin dalla sua creazione, il reparto è passato da una semplice fabbrica di abbigliamento a un complesso industriale responsabile della fornitura e della progettazione di uniformi, scarpe/stivali, elmetti da combattimento dell'Esercito/Aeronautica militare e giubbotti balistici. Fino alla metà degli anni 2000, il colore standard dell'uniforme da combattimento dell'esercito messicano era verde oliva. L'esercito è poi passato a tutte le mimetiche woodland e Desert Camouflage Uniform. Nel luglio 2008, la D.G.FA.V.E. annunciò piani per la creazione di prime uniformi digitali del paese, che consisterebbe di Woodland/Jungle e Desert Camouflage; queste uniformi sono entrate in servizio nel 2009.[24]
- Granjas Militares (Fattorie Militari) – Responsabile dell'Agricoltura; la coltivazione è una necessità per mantenere la salute e l'economia dell'Esercito/Aeronautica. L'esercito messicano ha quattro fattorie SEDENA stabilite:[25]
  - Granja SEDENA numero 1 (San Juan del Río, Querétaro).
  - Granja SEDENA numero 2 (Ixtepec, Oaxaca).
  - Granja SEDENA numero 3 (Sarabia, Guanajuato).
  - Granja SEDENA numero 4 (La Fuente, Aguascalientes).

## Equipaggiamento moderno dell'esercito messicano

### Armi individuali
| Modello                     | Immagine | Tipo                           | Calibro                       | Origine           | Note                                                                                             |
| Pistole                     | Pistole  | Pistole                        | Pistole                       | Pistole           | Pistole                                                                                          |
| --------------------------- | -------- | ------------------------------ | ----------------------------- | ----------------- | ------------------------------------------------------------------------------------------------ |
| Heckler & Koch P7           |          | Pistola semiautomatica         | 9 × 19 mm Parabellum          | Germania Messico  | Prodotta su licenza.                                                                             |
| SIG Sauer P226              |          | Pistola semiautomatica         | 9 × 19 mm Parabellum          | Svizzera Germania |                                                                                                  |
| Beretta 92FS                |          | Pistola semiautomatica         | 9 × 19 mm Parabellum          | Italia            | [ 27 ]                                                                                           |
| FN Five-seveN               |          | Pistola semiautomatica         | 9 × 19 mm Parabellum          | Belgio            | [ 27 ]                                                                                           |
| Pistole mitragliatrici      |          |                                |                               |                   |                                                                                                  |
| Heckler & Koch MP5          |          | Pistola mitragliatrice         | 9 × 19 mm Parabellum          | Germania Messico  | Prodotta su licenza.                                                                             |
| Mendoza HM-3                |          | Pistola mitragliatrice         | 9 × 19 mm Parabellum .380 ACP | Messico           |                                                                                                  |
| FN P90                      |          | Personal Defense Weapon        | FN 5,7 × 28 mm                | Belgio            | In uso nei reparti speciali.                                                                     |
| Fucili a canna liscia       |          |                                |                               |                   |                                                                                                  |
| Remington 870               |          | Fucile a pompa                 | Calibro 12                    | Stati Uniti       | [ 27 ]                                                                                           |
| Mossberg 500                |          | Fucile a pompa                 | Calibro 12                    | Stati Uniti       | [ 27 ]                                                                                           |
| Fucili d'assalto            |          |                                |                               |                   |                                                                                                  |
| Heckler & Koch G3           |          | Fucile d'assalto               | 7,62 × 51 mm NATO             | Germania Messico  | Prodotto su licenza.                                                                             |
| Heckler & Koch HK33         |          | Fucile d'assalto               | 5,56 × 45 mm NATO             | Germania          |                                                                                                  |
| M4                          |          | Fucile d'assalto               | 5,56 × 45 mm NATO             | Stati Uniti       | In uso nei reparti speciali.                                                                     |
| FX-05 Xiuhcoatl             |          | Fucile d'assalto               | 5,56 × 45 mm NATO             | Messico           | Sostituiranno i G3.                                                                              |
| FN SCAR                     |          | Fucile d'assalto               | 5,56 × 45 mm NATO             | Belgio            | Utilizzato dal Grupo Aeromóvil de Fuerzas Especiales e dalla Brigada de Fusileros Paracaidistas. |
| Mitragliatrici              |          |                                |                               |                   |                                                                                                  |
| FN Minimi                   |          | Mitragliatrice leggera         | 5,56 × 45 mm NATO             | Belgio            |                                                                                                  |
| Heckler & Koch HK21         |          | Mitragliatrice leggera         | 7,62 × 51 mm NATO             | Germania          | [ 26 ]                                                                                           |
| Rheinmetall MG 3            |          | Mitragliatrice ad uso generale | 7,62 × 51 mm NATO             | Germania          |                                                                                                  |
| Browning M2                 |          | Mitragliatrice pesante         | 12,7 × 99 mm NATO             | Stati Uniti       |                                                                                                  |
| M134 Minigun                |          | Mitragliatrice a canne rotanti | 7,62 × 51 mm NATO             | Stati Uniti       | [ 30 ]                                                                                           |
| Fucili di precisione        |          |                                |                               |                   |                                                                                                  |
| Heckler & Koch MSG90        |          | Fucile di precisione           | 7,62 × 51 mm NATO             | Stati Uniti       | [ 27 ]                                                                                           |
| Barrett M82                 |          | Fucile anti-materiale          | 12,7 × 99 mm NATO             | Stati Uniti       | [ 27 ]                                                                                           |
| Lanciagranate e lanciarazzi |          |                                |                               |                   |                                                                                                  |
| M203                        |          | Lanciagranate                  | 40 mm                         | Stati Uniti       |                                                                                                  |
| Heckler & Koch AG-C/EGLM    |          | Lanciagranate                  | 40 mm                         | Germania          |                                                                                                  |
| Mk 19                       |          | Lanciagranate automatico       | 40 mm                         | Stati Uniti       |                                                                                                  |
| RGW 60                      |          | Lanciarazzi anticarro          | 66 mm                         | Germania          | [ 31 ]                                                                                           |
| M72 LAW                     |          | Lanciarazzi anticarro          | 66 mm                         | Stati Uniti       | [ 31 ]                                                                                           |
| B-300                       |          | Lanciarazzi anticarro          | 82 mm                         | Israele           | [ 32 ]                                                                                           |
| RL-83 Blindicide            |          | Lanciarazzi anticarro          | 83 mm                         | Belgio            | [ 33 ]                                                                                           |
| RPG-29                      |          | Lanciarazzi anticarro          | 105 mm                        | Russia            | [ 32 ]                                                                                           |

### Artiglieria
| Modello                     | Immagine  | Calibro   | Origine     | In servizio | Note                                                                             |
| Semoventi                   | Semoventi | Semoventi | Semoventi   | Semoventi   | Semoventi                                                                        |
| --------------------------- | --------- | --------- | ----------- | ----------- | -------------------------------------------------------------------------------- |
| DN-V Búfalo                 |           | 75 mm     | Messico     | ?           | 6 esemplari di DN-V Toro modificati installando una torretta di un semovente M8. |
| Obici                       |           |           |             |             |                                                                                  |
| 105 mm M101                 |           | 105 mm    | Stati Uniti | 56          | 40 M101 e 16 M2A1.                                                               |
| OTO Melara 105 mm M56       |           | 105 mm    | Italia      | 40          |                                                                                  |
| 105 mm M3                   |           | 105 mm    | Stati Uniti | 14          |                                                                                  |
| Norinco M90                 |           | 105 mm    | Cina        | 13          | Copia dell'OTO Melara M56.                                                       |
| Artiglieria controcarri     |           |           |             |             |                                                                                  |
| 37 mm Gun M3                |           | 37 mm     | Stati Uniti | 30          |                                                                                  |
| 106 mm M40                  |           | 106 mm    | Stati Uniti | >1 187      |                                                                                  |
| Mortai                      |           |           |             |             |                                                                                  |
| M2                          |           | 60 mm     | Stati Uniti |             |                                                                                  |
| Mortero 60 mm               |           | 60 mm     | Messico     |             |                                                                                  |
| Denel M-4 Commando          |           | 60 mm     | Sudafrica   |             |                                                                                  |
| M1                          |           | 81 mm     | Stati Uniti | ~400        |                                                                                  |
| Mortero SB                  |           | 81 mm     | Messico     | ~300        |                                                                                  |
| Brandt Thomson MO-120-RT-61 |           | 120 mm    | Francia     | 32          |                                                                                  |
| Soltam 120 mm M65           |           | 120 mm    | Israele     | 60          |                                                                                  |
| Artiglieria contraerea      |           |           |             |             |                                                                                  |
| M55 Maxon                   |           | 20 mm     | Stati Uniti | 40          | [ 26 ]                                                                           |
| 20 mm Oerlikon              |           | 20 mm     | Svizzera    | 40          |                                                                                  |

### Veicoli
| Modello                                    | Immagine          | Tipo                                    | Origine           | In servizio       | Note                                                                  |
| Veicoli corazzati                          | Veicoli corazzati | Veicoli corazzati                       | Veicoli corazzati | Veicoli corazzati | Veicoli corazzati                                                     |
| ------------------------------------------ | ----------------- | --------------------------------------- | ----------------- | ----------------- | --------------------------------------------------------------------- |
| Panhard ERC-90 F1                          |                   | Autoblindo                              | Francia           | 127               |                                                                       |
| DN-V Toro                                  |                   | Veicolo da ricognizione                 | Messico           | 19                | Armato con un cannone Oerlikon 20 mm e una mitragliatrice da 7,62 mm. |
| M8 Greyhound                               |                   | Veicolo da ricognizione                 | Stati Uniti       | 40                | Esemplari aggiornati con un cannone da 20 mm.                         |
| Panhard VBL                                |                   | Veicolo da ricognizione                 | Francia           | 40                | 8 con un lanciatore di missili anticarro MILAN.                       |
| MAC 1                                      |                   | Veicolo da ricognizione                 | Messico           | 37                |                                                                       |
| AMX-13 VCI                                 |                   | Veicolo da combattimento della fanteria | Francia           | 390               | 401 acquistati di seconda mano dal Belgio negli anni '70.             |
| Sedena-Henschel HKW-11                     |                   | Veicolo trasporto truppe                | Germania Messico  | 40                |                                                                       |
| BDX                                        |                   | Veicolo trasporto truppe                | Irlanda Belgio    | 95                |                                                                       |
| DN-IV Caballo                              |                   | Veicolo trasporto truppe                | Messico           | 16                |                                                                       |
| DN-VI                                      |                   | Veicolo trasporto truppe                | Messico           | 2                 |                                                                       |
| Mowag Roland                               |                   | Veicolo trasporto truppe                | Svizzera          | 25                |                                                                       |
| Panhard VCR                                |                   | Veicolo trasporto truppe                | Francia           | 44                | Di cui 3 ambulanze VCR/IS e 5 veicoli di comando VCR/PC.              |
| Plasan Sand Cat                            |                   | Veicolo trasporto truppe                | Israele           | 247               |                                                                       |
| DN-XI                                      |                   | Veicolo trasporto truppe                | Messico           | 100               |                                                                       |
| Veicoli corazzati da recupero              |                   |                                         |                   |                   |                                                                       |
| M32 Armored Recovery Vehicle               |                   | ARV                                     | Stati Uniti       | 3                 |                                                                       |
| Panhard VCR/AT                             |                   | ARV                                     | Francia           | 4                 |                                                                       |
| Veicoli da trasporto                       |                   |                                         |                   |                   |                                                                       |
| High Mobility Multipurpose Wheeled Vehicle |                   | Veicolo utility leggero                 | Stati Uniti       | ~6 000            |                                                                       |
| Chevrolet Silverado                        |                   | Veicolo multiruolo                      | Stati Uniti       |                   |                                                                       |
| Ford F-150                                 |                   | Veicolo multiruolo                      | Stati Uniti       |                   |                                                                       |
| Ford F-350                                 |                   | Veicolo multiruolo                      | Stati Uniti       |                   |                                                                       |
| Dodge Ram                                  |                   | Veicolo multiruolo                      | Stati Uniti       |                   |                                                                       |
| Freightliner Business Class M2             |                   | Autocarro                               | Stati Uniti       |                   |                                                                       |
| M35 2½ t 6x6                               |                   | Autocarro                               | Stati Uniti       |                   |                                                                       |
| Dina Serie S                               |                   | Autocarro                               | Messico           |                   |                                                                       |
| Mercedes-Benz L1218                        |                   | Autocarro                               | Germania          |                   |                                                                       |
| Chevrolet Kodiak                           |                   | Autocarro                               | Stati Uniti       |                   |                                                                       |

### Missili
| Modello           | Immagine          | Tipo                                 | Origine           | Note              |                   |
| Missili anticarro | Missili anticarro | Missili anticarro                    | Missili anticarro | Missili anticarro | Missili anticarro |
| ----------------- | ----------------- | ------------------------------------ | ----------------- | ----------------- | ----------------- |
| MILAN             |                   | Missile anticarro filoguidato SACLOS | Francia Germania  |                   |                   |

### Ulteriori letture

#### Era coloniale
- Archer, Christon I. The Army in Bourbon Mexico, 1760–1810. Albuquerque: University of New Mexico Press 1977.
- Archer, Christon I. "The Officer Corps in New Spain: the Martial Career, 1759–1821." Jahrbuch für Geschicte von Staat, Wirtschaft und Gesellschaft Lateinamerikas 19 (1982).
- McAlister, Lyle. The "Fuero Militar" in New Spain, 1764–1800. Gainesville: University of Florida Press 1957.

#### Post-Indipendenza
- Camp, Roderic Ai. Generals in the Palacio: The Military in Modern Mexico. New York: Oxford University Press 1992.
- Díaz Díaz, Fernando. Caudillos y caciques: Antonio López de Santa Anna y Juan Alvarez. Mexico City: El Colegio de México 1972.
- Fowler, Will. Military Political Identity and Reformism in Independent Mexico: An Analysis of the Memorias de Guerra (1821–1855). London: Institute of Latin American Studies 1996.
- Lieuwen, Edwin. Mexican Militarism: The Political Rise and Fall of the Revolutionary Army. Albuquerque: University of New Mexico Press 1968.
- Ronfeldt, David, editor. The Modern Mexican Military: A Reassessment. La Jolla: Center for U.S.-Mexican Studies, University of California San Diego 1984.
- Serrano, Mónica. "The Armed Branch of the State: Civil-Military Relations in Mexico," Journal of Latin American Studies 27 (1995)
- Vanderwood, Paul. Disorder and Progress: Bandits, Police, and Mexican Development. Lincoln: University of Nebraska Press 1981.
- Wager, J. Stephen. The Mexican Military: Approaches to the 21st Century: Coping with a New World Order. Carlisle PA: Strategic Studies Institute: U.S. Army War College 1994.